# Либерализм в России

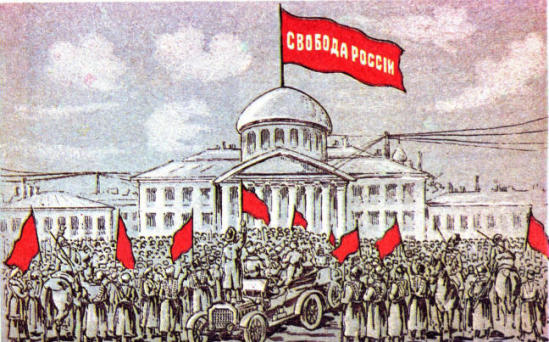
«Свобода России» (Плакат кадетской партии 1917 г.)

Либерализм в России в различные исторические периоды имел свои особенности. В эпоху до первой русской революции (1905) либералы связывали реализацию либеральных идей с деятельностью монархии, из-за чего были противниками революций. Также они строго отделяли либеральные ценности от демократических, поскольку власть большинства угрожает индивидуальной свободе. С началом деятельности первого парламента Российской империи (1906) либеральные деятели стали связывать перспективы своего движения с успехом на демократическом поле и стали бороться за поддержку электората. С захватом власти большевиками (1917) политические и социальные возможности для развития либерального движения в России исчезли, и в советский период либеральное движение существовало лишь в эмиграции. В постсоветский период либеральные деятели в России придерживаются в основном идей неоконсерватизма и неолиберализма, выступают за минимизацию роли государства прежде всего в экономике и отрицают культивируемую современными западными либералами идею социального государства.

## Либерализм в дореволюционной России

### Появление либерализма в России
В России как философская и политическая доктрина либерализм начал оформляться во время правления Петра I, когда он начал активную вестернизацию России. В этой ситуации элита была вынуждена овладевать достижениями Европы. Через несколько лет после кончины Петра Великого влиятельная часть высшего слоя общества могла цитировать Жана Бодена, Томаса Гоббса, Гуго Гроция и Джона Локка, переводя с европейских языков (это случилось во время кризиса власти 1730 года). А несколько трудов юриста, представителя школы естественного права Самуэля фон Пуфендорфа, которого отличал Пётр I, были переведены под его личным наблюдением и решением высшей власти изданы в России, например «О должности человека и гражданина» (СПб., 1724 год).
Однако явления в политической жизни государства, составляющие конкуренцию самодержавию, появились вместе с последним. Отдельные люди и партии сопротивлялись стремлению власти к абсолютной и неограниченной монархии. Все серьёзные кризисы в государстве осложнялись конфликтом между абсолютистами и их противниками как в сфере идей, так и в сфере реальной (в том числе политической) жизни.
Так, первый кризис случился на излёте великого княжения основателя Московского царства Ивана III, который стремился изъять у Православной Церкви её земли, составлявшие тогда треть всех пахотных угодий в этом новом государстве. Наличие частной собственности (а собственность на землю тогда была наиважнейшей) является необходимым условием свободы в государстве. Внутри же Церкви против существования монастырских землевладений выступали сторонники Нила Сорского. Им противостояли соратники Иосифа Волоцкого, также известные как «иосифляне». Это получило известность в истории как спор о церковном землевладении. Люди из партии Нила Сорского, в том числе и Максим Грек, бывали за границей и владели иностранными языками. Максим Грек своё время тесно общался с видными гуманистами Флоренции. Оппоненты сторонников идей Нила Сорского — иосифляне, — включая их главу, не имели такого знания и не стремились к нему. Споры велись не только о том, быть ли землям в собственности монастырей, но и о концепции самых начал и пределов христианской жизни и христианского делания. Вместе с этим на виду были носители протореформаторских идей, например те, кто призывал к отмене церковной иерархии и монастырей, отказу от почитания святых и икон.
После уничтожения в 1504 году на кострах с помощью государственной власти некоторых конкурентов из еретиков (их называли жидовствующими), окрылённый этим Волоцкий снова прибег к помощи Великого князя. Она была нужна ему для осуществления ещё одной заветной цели, — сохранения церковного землевладения. В бытность на великокняжеском престоле Василия III (с 1505 года) этот настоятель Волоколамского монастыря распространил в стране учение о божественном происхождении верховной власти князей. Византийская традиция, называемая симфонией, говорящая о взаимодействии самостоятельных в своих сферах церковных и государственных властей была фактически отринута. В скором времени при поддержке великого князя в Церкви стали доминировать иосифляне. Так при помощи мирской власти они избавились от своих идеологических оппонентов, но в результате их близорукой политики, именно эта власть встала выше мнения Церкви. Постепенно всероссийские монархи оставили Церковь без земельной собственности, налагая ограничения на приобретение земли. Процесс фактической реквизиции Церковных земель завершился при Петре I в 1721 г.. При Петре I Церковь лишилась также не только института патриаршества, но и попала в подчинение государственным властям, когда Петром I во главе Церкви был поставлен Синод, практически возглавляемый государственным обер-прокурором.
Второй кризис, известный как Смута, наступил после смерти Ивана IV Грозного. Аристократия, под впечатлением ужасов его правления, предприняла две попытки ограничить царскую власть. При избрании царя в 1606 г. высшие слои знати вынудили вступающего на престол Василия Шуйского подписать документ, согласно которому новый Царь всея Руси клялся никого не казнить без суда и согласия бояр, не лишать собственности семей осужденных преступников, не принимать во внимание словесные обвинения без проведения расследования и не применять насилие при дознании, а также преследовать за ложные доносы.
Избранный монарх правил только четыре года, — под давлением бояр, обвинивших Шуйского в разрастании смуты, он вынужден был отречься от престола. Его обеты не стали традицией, наступил перерыв, после него два года в России не было царя. Вскоре после ухода Шуйского фракция бояр, возглавляемая Михаилом Салтыковым вступила в переговоры с польским королём Сигизмундом III, который в качестве кандидата на российский престол предложил своего сына Владислава. Российская сторона выдвинула 18 условий, которые Владислав подписал. Подписанные Владиславом условия имели национально-государственный характер и, в частности, защищали целостность России и православную веру, а также налагали другие границы на произвол главы государства. Так в этот документ входили обязательства избранного монарха: перейти в православие, не конфисковывать частные вотчины, воздерживаться от вмешательства в церковные дела и от строительства католических храмов, уважать статус боярства, укрепить правосудие в соответствии с русским законодательством, отдавать земли бездетных владельцев их ближайшим родственникам, а не брать в пользу короны, не вводить новые налоги без боярского одобрения и не разрешать передвигаться крестьянам между Польшей и Россией, а также и внутри страны. Не только эти условия избавляли Россию от произвола, — чужеземец на троне не мог получить полную поддержку своего любого, в том числе самодержавного образа правления, а также можно было рассчитывать на более свободную политическую культуру выходца из Речи Посполитой. Однако Владислав так и не приехал в Москву, а гнев населения против засилья поляков в стране стал так силен, что все иностранные войска были выдворены из страны ополчением под руководством Минина и Пожарского. Так усилия части высших слоев оказались невостребованными. Григорий Котошихин, русский дипломат, бежавший в 1664 г. в Швецию, оставил достоверное описание Московии. В нём он отметил, что Михаил Романов при вступлении на трон в 1613 г. тоже подписал документ, в котором поклялся не делать ничего без совета с боярами: «Как прежние цари после царя Ивана Васильевича обираны [то есть избраны] на царство, и на них были иманы письма <…> царь Михаил Федорович хотя самодержцем писался, однако без боярского совету не мог делати ничего». Эти сведения повторялись в нескольких источниках современниками мемуариста, а также иностранцами и русскими из следующего XVIII века. Однако, описываемый документ не был найден, и эти сообщения, как правило, не принимаются в расчет.

### Распространение либерализма в России в XVIII веке до Екатерины II
Во время правления Петра I знакомство с концепцией либерализма в России происходило в основном во время пребывания русских на Западе во время учёбы, дипломатической работы и т. д. Некоторые воспринимали благотворность ограничения верховной власти (например, Дмитрий Михайлович Голицын), другие — нет (например, Василий Никитич Татищев). Но и первых, и вторых в России были единицы. Сам Пётр I перенимал западный опыт беспорядочно. Ему нужны были технологии и знания (в том числе военные) для одержания верха в войне со Швецией, которая продлилась два десятилетия. Почти все внутренние изменения в государстве были подчинены этой цели. Их результатом стало более эффективное функционирование старого порядка вотчиного государства, а не модернизация страны как у европейцев, — в Европе этот процесс ознаменовал собой начало эпохи Нового времени. Но некоторым нововведениям Петра все же был присущ дух либерализма. Его привлекла идея всеобщего блага (Фома Аквинский). Для России соображения, что правитель и подданные несут обоюдную ответственность за его создание или за благо Отечества, оказались новацией. Эти воззрения появились на Западе ещё в IX веке, в петровской же России все замкнулось на интересах самодержца.

Воспринятая новая концепция появилась в 1702 г. в манифесте, приглашавшем иностранцев в Россию, и не раз повторялась впоследствии. Одним из её проявлений стала практика Петра объяснять в содержании своих новаторских указов их мотивы. До него в Московии было иначе. Царские грамоты несли дух безапелляционности, ожидалось, что подданные предназначены выполнять не раздумывая предписания государя. Петр I после своей смерти оставил Россию с законом, что монарх сам, только руководствуясь своей волей, выбирает себе наследника которому передает верховную власть в государстве. После внезапной смерти подростком его внука Петра II не осталось никакого завещания. Верховный тайный совет, учреждение которого относится к годам правления вдовы Петра I — императрицы Екатерины I — должен был решать как далее поступить в сложившейся ситуации. Возобладала точка зрения лидера Совета Голицына Д. М.: пригласить на царство племянницу Петра I, вдовствующую герцогиню Курляндии Анну Иоановну. 

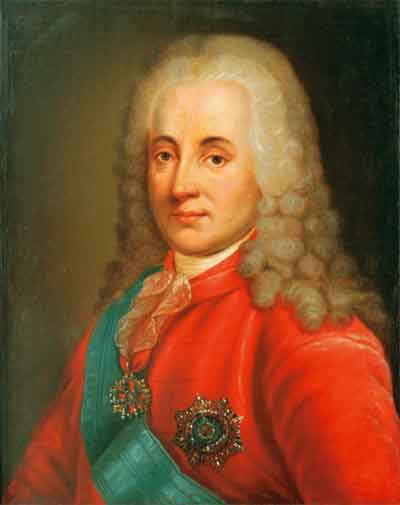
Князь Дмитрий Михайлович Голицын

К утру следующего дня 20 января 1730 г. он составил ряд условий, воспользовавшись шведским образцом. Русские кондиции требовали от Анны Иоановны править совместно с Верховным тайным советом, объявлять войну и заключать мир только с его согласия, за ним же оставить командование военными силами, не выдвигать никого выше чина полковника без согласования с Верховным тайным советом, не тратить более 500 тыс. руб. в год из государственной казны и не вводить самостоятельно новые налоги, не выходить замуж и не назначать наследника престола по своей воле, а также не распределять земли ни в чью пользу, не подвергать никого суду без должного рассмотрения, особенно если это касается лишения жизни кого-либо из знати, его чести и собственности. Нарушение этих положений влекло за собой отрешение императрицы от престола. Показательно, что после пяти лет, прошедших с окончания правления Петра I, эти условия нашли одобрение у его сподвижников, составлявших Совет. Анна Иоанновна согласилась с присланными кондициями. На пути в Москву она поняла, что большинство хочет её видеть на престоле в качестве прежнего самодержавного монарха. Только 1 февраля, действуя в обстановке строжайшей секретности, Голицын сообщил генералитету о существовании кондиций. А прибывшие в старую столицу дворяне разбились на партии, обсуждавшие создавшееся положение. 25 февраля при принятии от них депутации, выступавшей за реставрацию самодержавия, и при молчании членов Верховного тайного совета Анна Иоановна публично разорвала лист кондиций. Новая Императрица Всероссийская распустила Верховный тайный совет, назначив всех его бывших членов (кроме одного) в Сенат. В дальнейшем она постепенно удаляла из органов власти эти фигуры. Из восьми членов распущенного Верховного тайного совета несколько Долгоруких были казнены. Одного из фамилии Голицыных сделали шутом, сам же Дмитрий Михайлович спустя семь лет был арестован и умер в заключении, владение же текстом кондиций было объявлено государственным преступлением. Своей опоре — дворянству — Анна была вынуждена идти навстречу. Со временем она провела в жизнь часть содержания их петиций, поданных при вступлении на престол. В 1731 году она учредила для детей высшего сословия специальные школы, выпускники которых получали офицерское звание. Отныне уходило в прошлое считавшиеся дворянами унижением требование начинать обязательную службу в чине простого солдата. Через пять лет вышло новое постановление: дворянские семьи, имеющие несколько сыновей могли оставлять одного из них дома для присмотра за поместьем. Тогда же верховная власть отодвинула начало службы государству на пять лет, дав ему начало с двадцатилетнего возраста и ограничив четвертью века весь период её несения. 

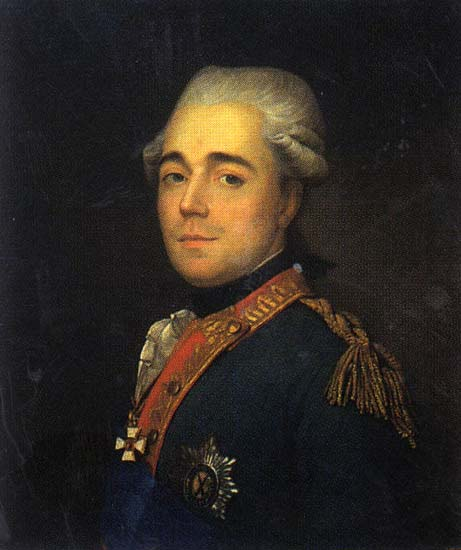
Семён Романович Воронцов (1774)

 Уступки дворянству достигли максимума в манифесте, подписанном Петром III в январе 1762 г. через месяц после его вступления на престол. О своём намерении освободить дворян от обязательной службы государству он говорил ещё в бытность наследником и поддерживался в этом братьями Семёном Романовичем и Александром Романовичем Воронцовыми и Никитой Ивановичем Паниным. Этот документ был обнародован немного позднее и назывался «Манифест о даровании вольности российскому дворянству». Высшее сословие встретило его с восторгом. Однако раздавались и голоса, недовольные тем, что не были отменены телесные наказания и конфискация имений. Ещё большее недовольство вызвал общий образ правления Петра III. Уже к лету состоялся заговор: гвардия встала на сторону императрицы Екатерины, а воспитатель наследника Никита Иванович Панин за соблюдение законности, то есть за воцарение будущего Павла I (в этом случае Екатерина стала бы лишь императрицей-регентом).

### Эпоха Екатерины II

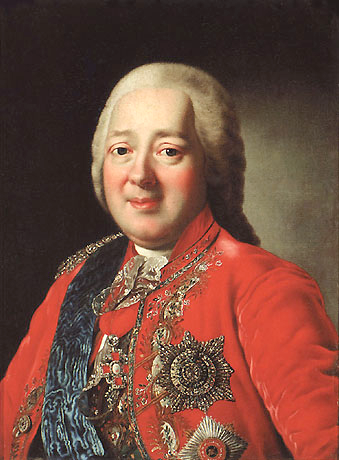
Князь Никита Иванович Панин

За Паниным остался эскиз манифеста, первого установления нового царствования, где в качестве первоочередной задачи провозглашалось то, чтобы «каждое государственное место имело свои пределы и законы». Тем же летом Екатерина предложила Панину составить предложения по улучшению системы управления. Тот остановился на порядке, действовавшем в Швеции. Его вариант являл Императорский совет, состоящий из 6-8 человек, куда обязательно входили главы важнейших ведомств: военного и морского, иностранных дел и внутренних дел. Он должен был заседать каждый будний день в присутствии императрицы для рассмотрения законопроектов, которые вступали в силу, скреплённые двумя подписями: монарха и лица, ответственного за данное направление в Совете. До этого последнее слово оставалось за Екатериной II. Сенат — центр высшего управления — получал право представлять возражения на решения Совета, если они будут «касаться или утеснять… государственные законы или народа… благосостояние». В декабре Екатерина скрепила своей подписью манифест, возвещающий о создании Императорского совета. Однако в ходе обсуждения этого нового установления с представителями других партий, включая братьев Орловых, те в своих видах убедили императрицу, что она на деле подписала ограничения своей власти. Самодержица в гневе оторвала свою подпись от этого документа, и он навсегда остался в архиве.
Самой же Екатерине с первых дней царствования пришлось разбирать наработки Уложенной комиссии, созванной в 1754 г. императрицей Елизаветой и до сих пор продолжавшей работать. Комиссия была призвана разработать новый свод законов, которому надлежало определить права и обязанности всех подданных короны. В частности она предлагала избавить дворян от телесных наказаний, а также от лишения свободы без приговора суда. Екатерина учредила собственную «Комиссию о вольности дворянской», которая заседала до ноября 1763 года. Императрица приняла её рекомендации к сведению, но ничего не сделала, чтобы претворить их в жизнь.
Снова заняться составлением нового Уложения высшей власти пришлось в 1767 году. Для этого императрица созвала представителей от всех сословий (кроме монастырских и помещичьих крепостных). Екатерина написала для них «Наказ», 4/5 которого она заимствовала из «Духа законов» Шарля Монтескьё. Однако она воспринимала идеи французского мыслителя избирательно, проигнорировав его концепцию свободы и принципа разделения властей. Заседания комиссии продолжались с июля 1767 по январь 1769 гг. Основные обсуждения вращались не вокруг высоких идеалов, а касались двух вопросов: об автоматическом возведении в дворянство новых государственных служащих и о твёрдых гарантиях собственности, даже для обвинявшихся в политических преступлениях. С практической точки зрения вся работа и Екатерины, и депутатов не принесла никаких плодов. Они были в другой области: именно тогда в России впервые вновь появилось общественное мнение. Следующий общенациональный форум стране выпал только по прошествии около ста сорока лет с началом работы Государственной Думы в 1906 году.

Екатерина не спешила с выполнением пожеланий своих подданных, возвращение к ним случилось только в 1785 году. Видимо, после пугачёвского бунта это вызывалось сознанием того, насколько прочность трона зависит от дворянства. Также их участие в управлении на местах предполагала начавшаяся в 1775 году губернская реформа. 

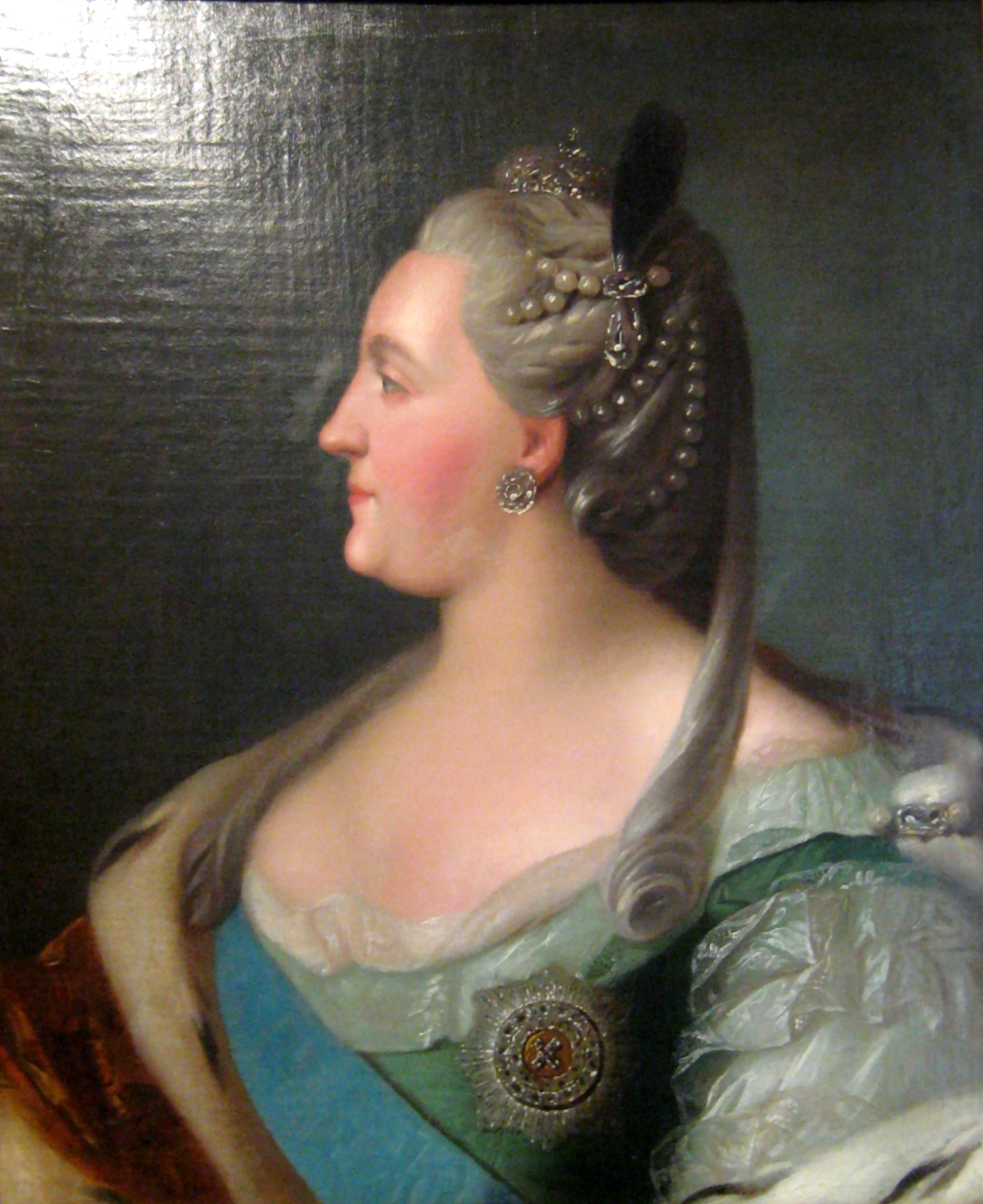
Императрица Екатерина II

Есть ещё одно объяснение: в то время Екатерина стала почитательницей британского юриста Уильяма Блэкстона. У него речь шла о ценности сословий западного типа для каждого, кто в них входил. В Екатерининской России этого не имела ни одна социальная группа. Две Жалованные грамоты, вступившие в силу в 1785 году, и ещё одна, оставшаяся в архиве, решали эту задачу. Провозглашённые документы впервые вводили в стране общественные корпорации, уравновешивающие всемогущее государство. Речь идёт о «Грамоте на права, вольности и преимущества благородного Российского дворянства», «Грамоте на права и выгоды городам Российской империи» и «О сёлах, деревнях, селениях и жилищах ведомства Директора Экономии». Однако, представители дворянства, купечества и др. уклонялись от участия в работе новых сообществ: вместе с правами у них возникали и обязанности, а последние, имеющие источником государство, они привыкли воспринимать как принуждение. Несмотря на это Жалованные грамоты явились истоком гражданских прав в России.
Следующие годы не принесли с собой дальнейшего распространения свободы в стране. События Великой французской революции напугали Екатерину. Она даже предприняла несколько попыток преследования просветителя Николая Ивановича Новикова. А ещё ранее её привела в раздражение развёрнутая им кампания помощи голодающим в 1787 году. То, что общественная группа могла без государства решить эту задачу, ставило под сомнение необходимость многих его функций, что было нетерпимо для государственных властителей Екатерининской России. Екатерина продолжала затруднять общественное служение Новикова, и в 1791 году он перестал издавать книги. В следующем году он был арестован в связи с масонской деятельностью, которая в России тогда же была запрещена. Политическая активность несогласных с такой реальностью независимых людей в основном уходила от столкновений с властью. В это время уже существовал конституционный проект Никиты Ивановича Панина. Пакет с ним хранился у его давнего сотрудника Дениса Ивановича Фонвизина, который также был соавтором этого документа. Он предназначался для наследника Павла Петровича, когда тот взойдёт на престол. Панин мог рассчитывать на нового императора, — с малолетства Павла он был его наставником и до последних своих дней старался сохранить своё влияние на цесаревича. Однако при воцарении в 1796 году Павла эти усилия оказались напрасными. Конституция Панина-Фонвизина оставила след только для некоторых декабристов, включая Никиту Михайловича Муравьёва и Михаила Сергеевича Лунина.

Новый император ненавидел свою мать и всё, сделанное ею. Он сразу же начал нарушать положения Жалованных грамот. Некоторых дворян, подвергавшихся преследованиям, он лишал собственности, звания и даже подвергал телесным наказаниям. Реакция людей, потерявших то, что у них было, — а это не только собственность, но и права — не заставила себя ждать. Показательно, что в оппозицию к нему встал даже старший сын и наследник Александр. Также вокруг него сложился круг друзей, разделявших его просвещенческие идеалы. 

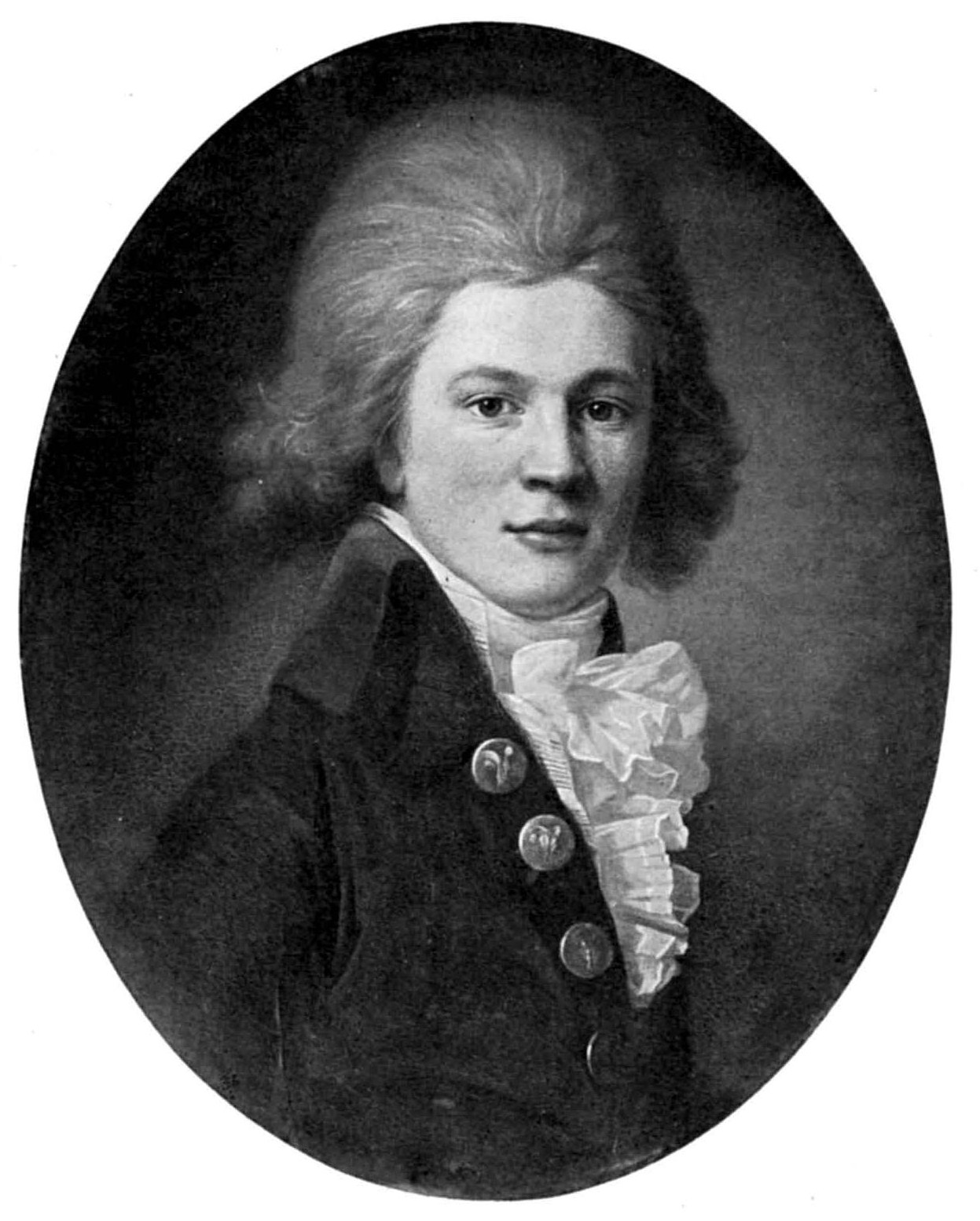
Граф Павел Александрович Строганов

 Наиболее влиятельным членом этой группы был граф Павел Александрович Строганов, обучавшийся в Швейцарии и Франции, где он входил в Якобинский клуб до своего отзыва в Россию. Остальные были страстными англоманами: князь Адам Адамович Чарторыйский, граф Виктор Павлович Кочубей и Николай Николаевич Новосильцов.
По просьбе наследника Кочубей обратился к своему дяде, канцлеру Александру Андреевичу Безбородко с предложением изложить свои мысли о формах, в которых нуждается управление Российской Империи. Не сразу, но Безбородко ответил на просьбу Александра «Запиской о составлении законов Российских». Там он обнаружил себя сторонником идей Монтескьё, проводящего разделение между деспотизмом и истинной монархией. В документе также провозглашалось верховенство закона, для его соблюдения учреждался Высший совестный суд. Крепостное право ограничивалось законом. Предполагалось участие в центральном управлении выборных людей от дворян, мещан и вольных крестьян. Из-за возможной связи наследника с заговором Дехтерева-Каховского император разогнал кружок в августе 1799 года. По материалам расследования дела заговорщиков можно сделать вывод, что в случае отстранения императора от власти политические устремления заговорщиков не шли дальше возвращения к екатерининским порядкам при известной их либерализации в духе просветительских идей.

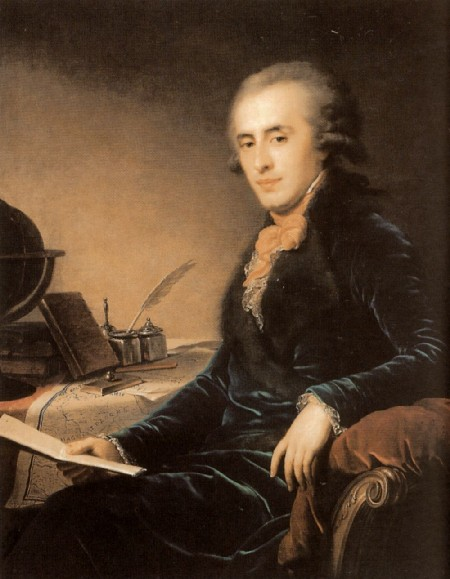
Князь Платон Александрович Зубов

Из тех дворян высшего слоя, что составили следующий заговор, выделялся Платон Александрович Зубов. Быв на высоте положения фаворита и командующего Черноморским флотом в последние годы правления Екатерины II, он затем при Павле I оказался обязанным жить именно в России (под тайным надзором) и был лишён части поместий. Через несколько лет в ноябре 1800 г. произошло возвращение на службу шефом Первого кадетского корпуса, — Павел I испытывал недостаток в способных людях. В ночь убийства Павла I был в рядах заговорщиков, но участие в убийстве императора не принимал. В новом царствовании выступил сторонником либеральных установлений и институтов.

### Начало правления Александра I
Александр при вступлении на престол в начале марта 1801 года обещал вернуться к образу правления своей бабушки Екатерины II. Так, уже 13-15 марта были изданы повеления о выдаче указов об отставке всем незаконно уволенным с военной и гражданской службы без суда; амнистированы члены заговора Дехтерева-Каховского, которым были возвращены чины и дворянство; 15 марта состоялась амнистия политическим заключённым и невозвращенцам, снят запрет на ввоз различных промышленных товаров; 31 марта отменён запрет на деятельность частных типографий и привоз книг из-за границы. Наконец, 2 апреля император огласил в Сенате 5 манифестов, восстанавливающих в полном объёме действие Жалованных грамот дворянству и городам. Одновременно было объявлено о ликвидации Тайной экспедиции Сената и передаче следствия по политическим делам в учреждения, ведавшие уголовным судопроизводством. Для уменьшения напряжённости в политической сфере 5 апреля 1801 года последовало учреждение Непременного совета, который имел характер законосовещательного органа при государе. Первоначально Совет состоял из 12 персон, преимущественно руководителей важнейших государственных учреждений. Помимо них туда вошли доверенные лица императора и важнейшие участники дворцового переворота. В том же месяце граф Строганов обратился к государю с предложением возобновить деятельность кружка друзей, из предложений к обсуждению в его в активе была только «Записка…» Безбородко. Заседания этой группы, вошедшей в историю как Негласный комитет, возобновились 24 июня 1801 года. В Непременном совете рассматривались и проект самого Александра о запрете продажи крестьян без земли, и более развёрнутое предложение Платона Александровича Зубова по крестьянскому вопросу, по которому казна должна была их выкупить, а также они могли это делать сами. Последний выдвинул проект преобразования Сената в законодательное собрание, выступали с предложениями либеральных установлений сами сенаторы Гавриил Романович Державин и Дмитрий Александрович Гурьев, а также адмирал Николай Семёнович Мордвинов. 

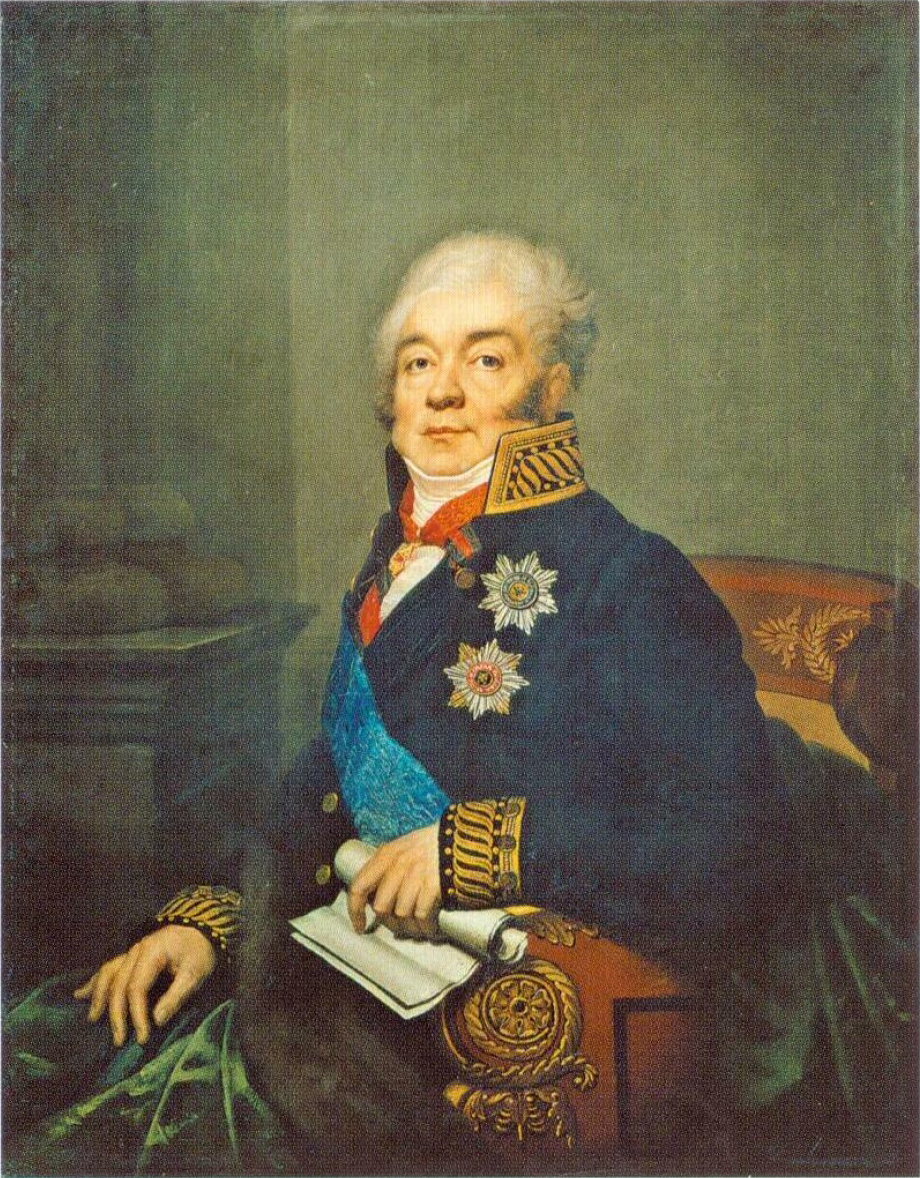
Дмитрий Александрович Гурьев

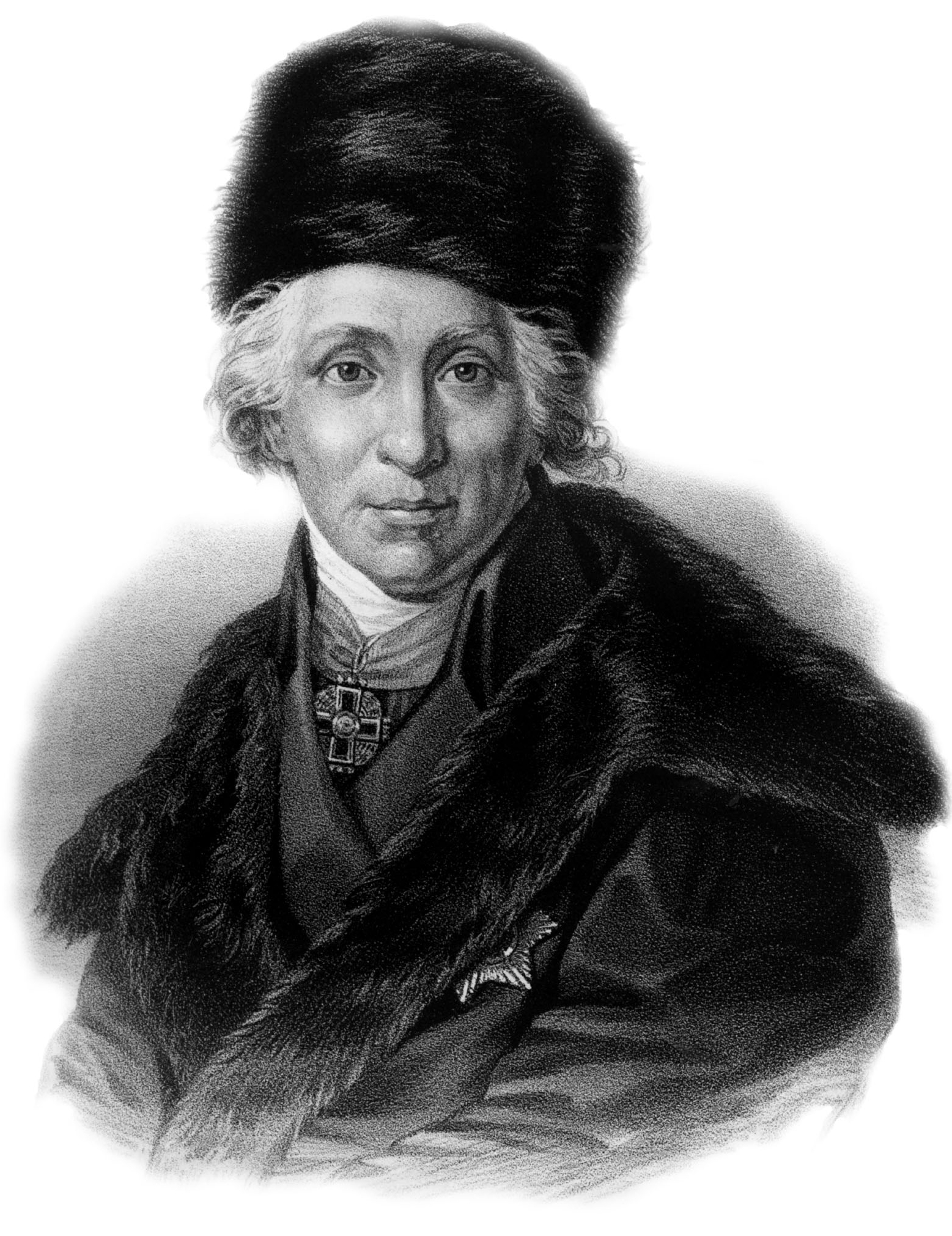
Гавриил Романович Державин

Однако сквозь рогатки консервативного большинства Совета ни одно предложение не прошло. А представители Негласного комитета и в Совете, и на своих тайных заседаниях оказывали сопротивление чужим проектам. Всё это происходило из эгоистических побуждений: они желали доминировать. Однако к коронации, которая должна была состояться в сентябре, Непременным советом был одобрена «Всемилостивейшая грамота, Российскому народу жалуемая». Она устанавливала общие для всех жителей страны права, гарантии неприкосновенности собственности, личной безопасности, свободы слова, печати и совести. Но императором она так и не была введена в действие.
Указом о правах Сената в 1802 г. он определялся как «верховное место империи», чья власть ограничивалась лишь властью императора. Министры должны были подавать в Сенат ежегодные отчёты, которые тот мог опротестовать перед государем. Именно это полномочие уже через несколько месяцев явилось причиной конфликта с царём, когда была сделана попытка опротестовать доклад военного министра, уже утверждённый императором: там шла речь об установлении сроков службы дворян, не выслуживших офицерского чина. Инициатива принадлежала польскому дворянину графу Северину Осиповичу Потоцкому, который усмотрел в наличии сроков службы нарушение дворянских привилегий. Александр и Негласный комитет быстро положили конец этому выступлению против самодержавия: последовал указ от 21 марта 1803 г., предписывающий Сенату принимать все постановления монарха без выражения всякого сомнения в их правомочности.
Так ничем окончилось намерение Александра I установить границы своей власти.

### Реформы Сперанского

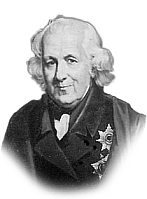
Николай Семёнович Мордвинов

К началу XIX века Россия продолжала отличаться от большинства европейских стран: она оставалась самодержавной монархией. Происшедшие в конце XVIII века либеральные революции в Северной Америке и Франции усугубили критические настроения. Одних либерализм привлекал как идея, другие рассматривали его как инструмент для модернизации страны. К числу первых относился адмирал Николай Семёнович Мордвинов, который считал необходимым создание условий для накопления частного капитала: «Собственность есть первый камень. Без оной и без твёрдости прав её ограждающих нет никому надобности ни в законах, ни в отечестве, ни в государстве».
После заключения достаточно унизительного Тильзитского мира с Францией в 1807 году император Александр I поручил одному из самых образованных людей своего времени, товарищу (то есть заместителю) министра юстиции Михаилу Сперанскому разработать план политических реформ. Ещё в бытность секретарём князя Александра Борисовича Куракина Сперанский изучил работы французских мыслителей эпохи Просвещения и Иммануила Канта и стал сторонником конституционной монархии. Причину политической нестабильности Сперанский видел в том, что самодержавие имеет только видимость законности, являясь по сути самовластием. Вместо этого он предлагал учредить разделение власти на исполнительную, законодательную и судебную ветви и свести к минимуму право государя издавать законы без согласия высшего законодательного органа, Государственной Думы.

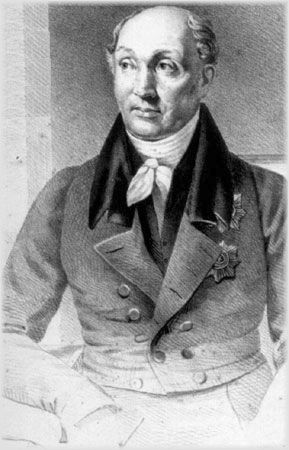
Михаил Михайлович Сперанский

Согласно плану Сперанского, изложенного им во «Введении к Уложению государственных законов», Государственная Дума также должна была осуществлять надзор над правительством и министрами. Сенат оставался высшим судебным органом, а назначаемый императором Государственный Совет осуществлял надзор над законностью действий всех ветвей власти и направлял законы императору на их утверждение. Всему населению предоставлялись гражданские права, включая неприкосновенность личности и собственности, право на суд, право свободно распоряжаться своим имуществом. При этом оно разделялось на три сословия. На дворянство и среднее сословие (купцов, мещан, государственных крестьян) распространялось избирательное право, на основе имущественного ценза. Третье сословие (крепостные, рабочие) права голоса не имело, но в перспективе предполагалась отмена крепостного права.
Свои реформы Сперанский начал в области образования, основав первую государственную среднюю школу — Царскосельский лицей. В 1809 г. был выпущен указ, согласно которому всем придворным, независимо от титула, для получения должности в государственном аппарате полагалось пройти государственную службу начиная с низшей ступени. Согласно другому указу, для получения должности коллежского асессора или выше (см. Табель о рангах) чиновникам без университетского образования полагалось сдавать экзамены. 1 января 1810 года был учреждён Госсовет. Началась финансовая и административная реформа, в значительной степени по образцу Франции.
Сперанскому удалось реализовать лишь небольшую часть своего плана. Реформы вызвали возмущение среди знати. Критикуя Сперанского, Николай Михайлович Карамзин утверждал, что для России «естественным» является крепостное право. К 1812 г. у Сперанского не осталось влиятельных союзников, он был отправлен в отставку и в ссылку.

### Декабристы

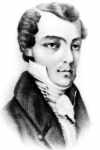
Кондратий Фёдорович Рылеев

В начале XIX века в России не было ни политических партий, ни неправительственных общественных организаций. Их роль заменяли многочисленные тайные общества. Первые общества будущих декабристов начали возникать в 1816—1818 годах на волне ожиданий конституционной реформы, которая, как предполагалось, позволит России догнать прогрессивные государства Западной Европы. Поначалу они состояли преимущественно из представителей знати, прошедших Отечественную войну. Однако после того как бунт Семёновского полка (1821 год) спровоцировал резкое ужесточение цензуры и политического сыска, эти тайные общества стали притягивать сторонников либеральной революции, в основном из мелкопоместного дворянства. Заговорщики считали, что необходимо казнить всю царскую семью, отменить крепостное право. 

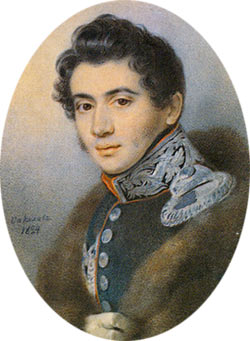
Никита Михайлович Муравьёв

 Часть декабристов выступала за унитарную республику, часть поддерживала конституционную монархию с федеративным устройством. Несмотря на заимствование либеральных идей от французских просветителей, опорой движения декабристов было национальное чувство и патриотизм.

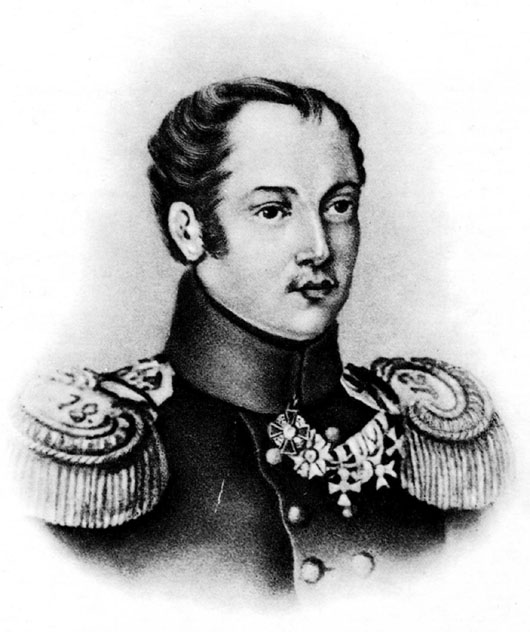
Павел Иванович Пестель

Восставшие использовали внезапную смерть Александра I и замешательство, сопровождавшее междуцарствие. Они совершили выступление в день торжественной присяги новому императору Николаю I, которая была назначена на 14 декабря 1825 года, хотя движение к нему было не готово в силу плохой организации и отсутствия чёткой программы. В случае успеха, в качестве первой меры после мятежа предполагалось установление временной диктатуры. Восстание декабристов было легко подавлено, пятеро организаторов казнены, свыше 3000 человек (включая солдат) отправлены в тюрьмы, на каторгу или сосланы в Сибирь. В течение всего правления Николая I либерализм имел статус враждебной идеологии.

### Реформы Александра II
Мировоззрение императора Александра II сложилось во многом под влиянием своего наставника Василия Андреевича Жуковского, человека либеральных взглядов. После поражения в Крымской войне экономическая отсталость России стала очевидной, и часть общества начала решительно требовать модернизации. Наряду с оборонными и экономическими проектами (такими, как строительство железных дорог), Александр II осуществил ряд реформ либерального характера. Важнейшей из них была отмена крепостного права 19 февраля 1861 года, при этом крестьяне получили право на выкуп земли. Всего в крепостных было 25 % от общего числа крестьян. В 1864 году была проведена судебная реформа, в частности, были введены мировые суды и суд присяжных. На уровне местного самоуправления были учреждены представительные органы власти — земские собрания. Земские школы стали сельскими центрами образования. Были расширены многие гражданские свободы, в частности, ослаблена цензура, уменьшены ограничения на религиозные меньшинства, амнистированы политзаключённые, отменены тяжёлые телесные наказания (такие как шпицрутены), отменены ограничения на выезд за границу, введена университетская автономия. Также была проведена военная реформа на окраинах империи, например, в Финляндии.
Реформы сопровождались ростом требований распространить их на область политических свобод. В отсутствие системной идеологической основы для преобразований, в среде образованной молодёжи стали приобретать популярность нигилизм и различные радикальные учения. Власть отреагировала ужесточением политического сыска, в особенности после покушения на императора в 1866 году. Неудачное начало русско-турецкой войны спровоцировало в 1877 году глубокий кризис, с целью выхода из которого Александр II предоставил министру внутренних дел графу Михаилу Тариэловичу Лорис-Меликову широкие полномочия для уничтожения террористической «Народной воли» и при этом поручил ему разработать план политической реформы. Предполагалось создание совещательной комиссии, включающей делегатов от земских собраний, которая бы готовила законопроекты для внесения в Госсовет. Однако Александр II был убит народовольцами именно в тот день (1 марта 1881 года), когда он подписал манифест о своих намерениях. Новый царь Александр III провозгласил незыблемость самодержавия и взял курс на нейтрализацию эффекта реформ своего предшественника.

### Интеллигенция

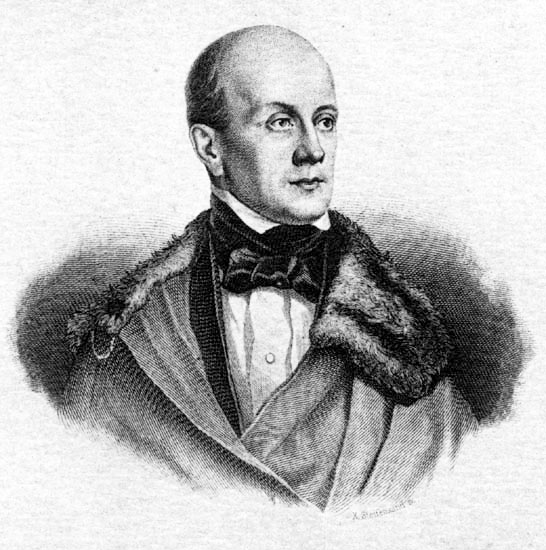
Пётр Яковлевич Чаадаев

Несмотря на жёсткие цензурные ограничения, среди интеллектуальной элиты либеральная мысль продолжала развиваться и в 1830-е годы. В 1836 году Пётр Яковлевич Чаадаев опубликовал восемь «Философических писем», в которых он поднял вопрос о культурной обособленности России. Объектами критики Чаадаева были клерикализм, крепостничество и самодержавие. Вслед за Чаадаевым, западники (Александр Иванович Герцен, Виссарион Григорьевич Белинский и другие) видели в Западной Европе реализацию идей законности, справедливости и прав личности. Им возражали славянофилы (Алексей Степанович Хомяков, Константин Сергеевич Аксаков и другие), которые полагали, что у русского «народа-богоносца» свой особый путь и особые ценности: общинное (коллективное) начало и соборность (стремление к согласию среди представителей общины). Славянофилы считали, что народ должен заниматься нравственным саморазвитием, а не стремлением к власти или к личному обогащению, и подчёркивали, что между ним и государственным аппаратом существует фундаментальное противостояние: «сила власти — царю; сила мнения — народу».

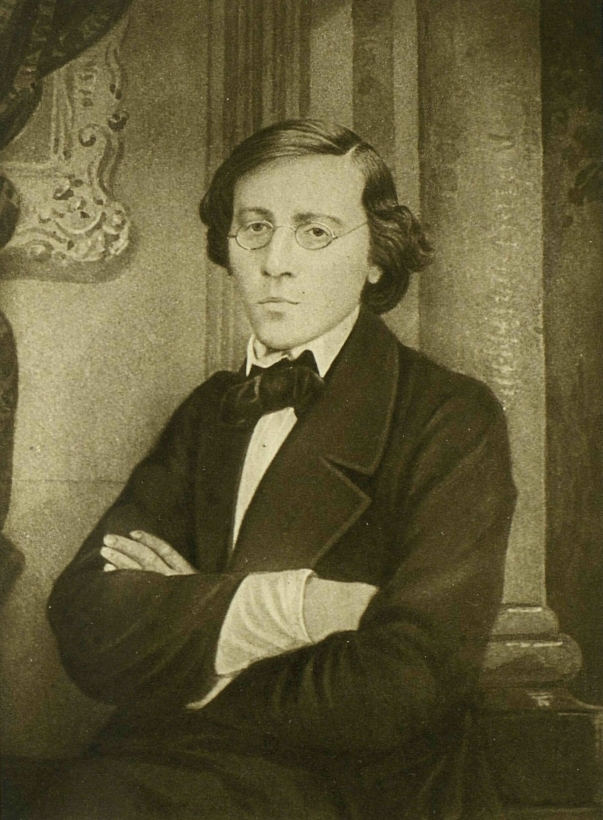
Николай Гаврилович Чернышевский

Дискуссии между западниками и славянофилами подали надежду, что идеи либерализма возможно адаптировать для России. К началу 1860-х часть интеллектуальной элиты прониклась убеждением, что для преодоления отсталости страны недостаточно реформировать самодержавие, а необходимы глубокие политические преобразования. Однако западный либерализм в своём развитии опирался на широкий класс собственников, которого в России не было. Результатом стало появление нового общественного класса — интеллигенции, который взял на себя роль оппозиции и базы для распространения либеральной идеологии. Интеллигенция состояла из учителей, инженеров, литераторов, адвокатов и т. д.

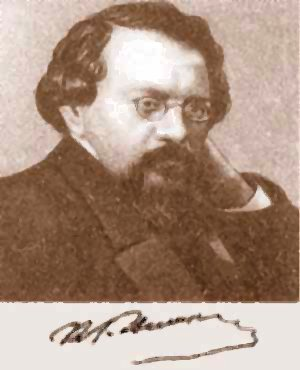
Константин Дмитриевич Кавелин

Среди интеллигенции было множество различных течений. Так, либеральный консерватизм стремился к синтезу либеральных свобод с идеалами консерватизма (порядок, стабильность, религиозно-нравственные традиции, национально-культурная преемственность). Константин Дмитриевич Кавелин был одним из первых либеральных мыслителей в России, который противопоставил либерализм анархии. Он указывал, что обеспечение гражданских прав и свободы личности требуют всесторонней поддержки со стороны государства. Проведя анализ русской истории, Кавелин сделал вывод, что вместо того, чтобы пытаться немедленно перейти к представительному правлению, российский либерализм должен опираться на традиции общинного самоуправления и землевладения, а также на мировую юстицию.
Другой либеральный консерватор, влиятельный профессор Московского университета Борис Николаевич Чичерин (избранный в 1882 году городским головой), призывал к поэтапному законодательному введению конституции: сперва свободы совести, слова, прессы, затем демократического формирования правительства. По мнению Чичерина, свобода воли не существует без нравственного закона, а их синтезом является право как «свобода, определённая законом». Поэтому он настаивал на необходимости сильной власти, выполняющей функции надзора над исполнением закона. Чичерин впервые, в 1861 году предложил классификацию тех либеральных течений, которые наблюдались тогда в пореформенной России. Он выделил три вида русского либерализма: уличный либерализм (философ ставил эти идеи на низший уровень, так как считал, что «уличные либералы» лишь прикрываются своей идеологией, чтобы вести антиобщественный образ жизни, выступают без разбора против всякого, кто может стоять выше народных масс (не только против государства), не борются за свободу, а только устраивают пуличные разборки и беспорядки); оппозиционный либерализм (это течение занимало промежуточное место в классификации Чичерина, его отличительной чертой являлось то, что оппозиционные либералы, во-первых, ругали власть и выступали против неё только потому, что в те времена это было популярно и, во-вторых, в данном течении смешивались люди из разных сословий, которые, в сущности, продолжали собственной жизнью поддерживать существующую систему); консервативный или охранительный либерализм (именно это течение Чичерин признавал предпочтительным для России, принципы данного вида либерализма, по сути, явившегося специфически русской политической идеологией, уже изложены выше).
Однако наибольшую активность проявляла группа, которая придерживалась социалистических идей, изложенных в утопическом романе Николая Гавриловича Чернышевского «Что делать?» (1863 год), и даже предпринимала попытки реализовать их на практике («Знаменская коммуна» и т. п.)

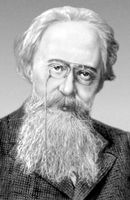
Николай Константинович Михайловский

После начала контрреформ Александра III главным средоточием либеральной оппозиции, боровшейся за введение конституции, стали земства (см. Земское либеральное движение). Ослабление террористического сопротивления также сопровождалось ростом региональных социалистических организаций (в дальнейшем ставших опорой для эсеров) и либерального народничества. Хотя либеральное народничество, строго говоря, не было частью либерального движения, оно развивалось под влиянием либеральных идей. Его виднейший идеолог Николай Константинович Михайловский утверждал, что главная задача общества состоит в создании условий для развития личности, считая её высшим мерилом общественного прогресса. Предупреждая о возможном социальном взрыве, он призывал к мирной замене «самодержавия царя самодержавием народа» на основе всеобщих выборов, свободы слова и свободы собраний. Другой либеральный народник, Яков Абрамов, полагал, что для интеллигенции важнейшей является ежедневная работа по реальному улучшению экономического положения крестьян на местах: в школах, больницах, земских учреждениях и т. д. («теория малых дел»). Народники полагали, что в России возможно осуществить либерализацию усилиями только интеллигенции и крестьянства, минуя капитализм.

## Борьба с самодержавием и большевизмом

### Революции в России
Начало XX века в России ознаменовалось усилением либерализма благодаря развитию капитализма и связанному с этим стремительному экономическому подъёму. Поражение в русско-японской войне в 1905 году привело к тому, что недовольство режимом переросло в революционное движение. Резко усилились радикальные течения, включая марксизм и анархизм.

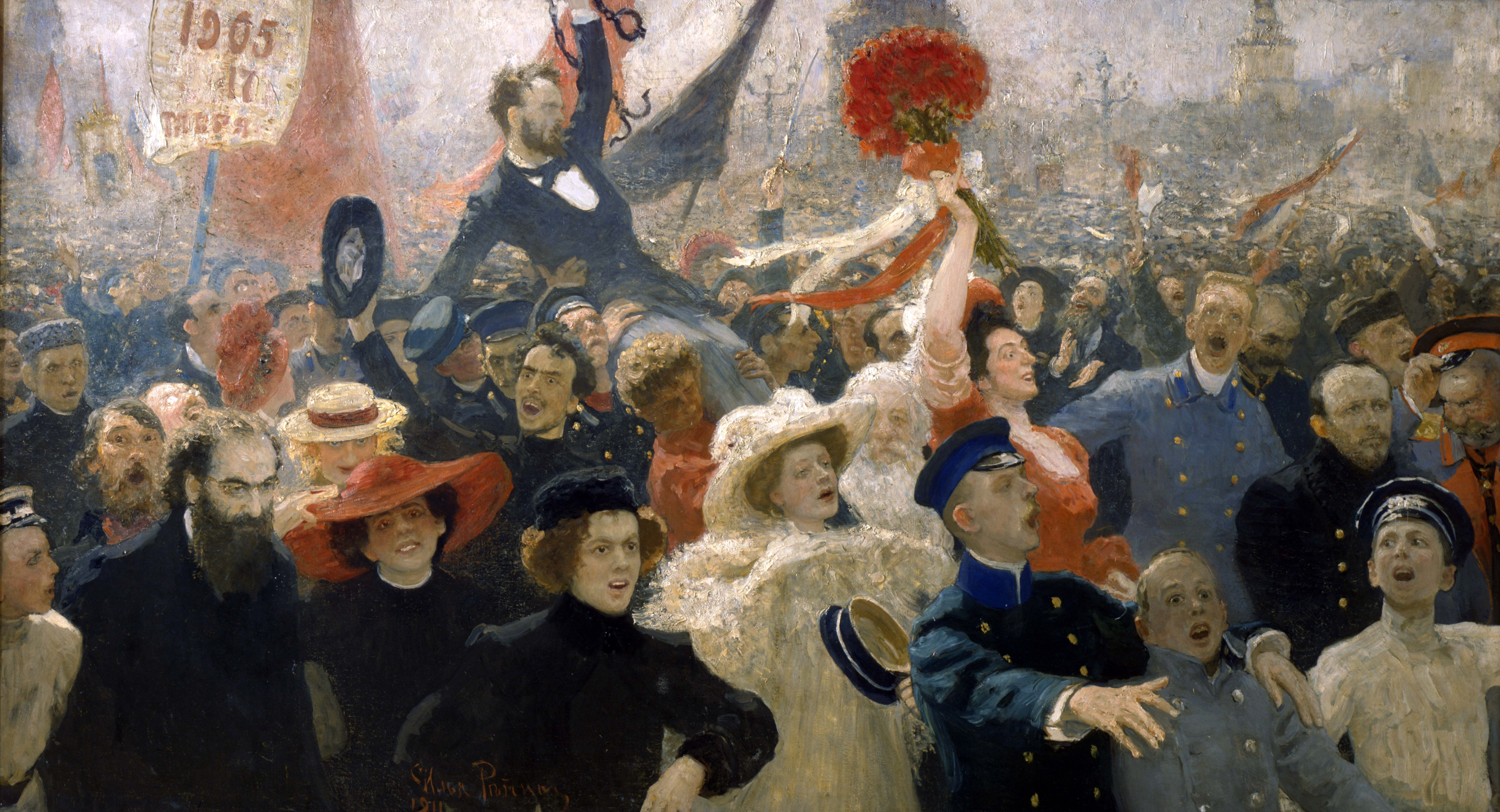
Илья Ефимович Репин. 17 Октября 1905

Под давлением сторонников обновления строя среди правительства Витте, император Николай II учредил высший представительный орган власти Государственную думу и провозгласил ряд гражданских прав: неприкосновенность личности, свободу слова, свободу собраний. Возникли первые легальные политические партии: кадеты, октябристы и другие. Однако декларациям противоречили практические действия, состоявшие в принятии авторитарных законов, государственной поддержке экстремистских организаций (как, например, «Союз русского народа») и разгонах Государственной думы.

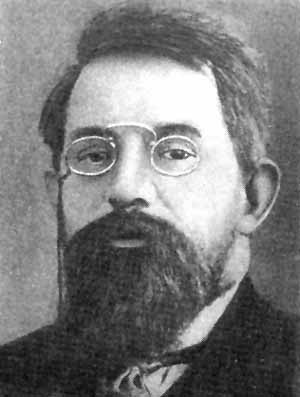
Пётр Бернгардович Струве

Одним из лидеров либерального движения того периода был Пётр Бернгардович Струве. Он полагал, что государственность и нация в равной степени берут начало от народного единства (политического и духовного). Разочарование Струве в завоеваниях революции 1905 г. выразилось в его работе «Интеллигенция и революция», опубликованной в сборнике «Вехи» (1909 г.) В ней Струве утверждал, что роль интеллигенции состоит не только в агитации среди народа, но и в воспитании из народа ответственных избирателей. В том же сборнике была опубликована статья Николая Александровича Бердяева «Философская истина и интеллигентская правда», в которой он подверг критике основную массу интеллигенции за чрезмерное увлечение идеями социализма в ущерб либерализму.
Параллельно широкий ряд философов, юристов, историков, экономистов и социологов (Николай Иванович Кареев, Сергей Иосифович Гессен, Павел Иванович Новгородцев, Павел Николаевич Милюков, Максим Максимович Ковалевский, Лев Иосифович Петражицкий, Сергей Андреевич Муромцев, Богдан Александрович Кистяковский, Михаил Иванович Туган-Барановский и другие) продолжали работать над синтезом идей либерализма и социализма (см. Социал-либерализм).
Начало Первой мировой войны нанесло удар по российской экономике. Ситуация усугубилась грубыми ошибками в кадровой политике, в результате которой император оказался в изоляции. В 1916 году на фоне глубокого кризиса власти вновь усилилось забастовочное движение. Острая нехватка продовольствия в Петрограде привела к массовым волнениям, к которым 24 февраля 1917 года присоединился Петроградский гарнизон. 2 марта (15 марта по новому стилю) 1917 года Николай II отрёкся от престола.

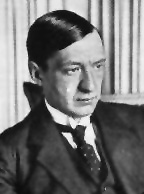
Александр Фёдорович Керенский

После Февральской революции власть перешла в руки Временного правительства, которое должно было подготовить почву для перехода к новой форме правления. Несмотря на многолетнюю идеологическую подготовку, российские либералы не имели программы и во многом следовали абстрактным принципам. В частности, Временное правительство полагало, что оно не имеет права проводить структурные реформы до созыва Учредительного собрания, которое должно было принять конституцию и дать правовую основу действиям исполнительной власти. Между тем, реальность требовала срочных мер по целому ряду вопросов, и с этой задачей справлялись местные представительные органы самоуправления — советы, в первую очередь, Петроградский Совет рабочих и солдатских депутатов. Возникло двоевластие. Если во Временном правительстве доминировали либеральные партии (главным образом, кадеты), то в советах преобладали социалисты и марксисты (эсеры, меньшевики и большевики). Из-за нерешительности Временного правительства страна медленно сползала в анархию, с трудом удалось подавить мятеж под предводительством генерала Лавра Георгиевича Корнилова. Единственными работающими органами власти оставались советы.
Война, которую Временное правительство продолжило, становилась всё более непопулярной. Большевики, которых на I Всероссийском съезде Советов было меньшинство, к сентябрю имели большинство как в Петроградском Совете, так и в Московском. Результатом стал переворот 25 октября (7 ноября) 1917 г., в процессе которого II Всероссийский съезд Советов передал власть новому правительству (Совнаркому), состоящему преимущественно из большевиков.
25 ноября 1917 года состоялись выборы в Учредительное Собрание. На этих выборах победили эсеры, набрав 48,1 % голосов. Большевики заняли второе место с 24 %. Кадеты набрали всего 4,7 % голосов и не сыграли существенной роли в работе Учредительного Собрания.
Вследствие установления однопартийной диктатуры большевиков, русское либеральное движение перестало существовать в организованной форме. Некоторые представители партии кадетов примкнули к Белому движению, но после победы большевиков в Гражданской войне были вынуждены эмигрировать из страны.

### Либералы в послереволюционной эмиграции
Оказавшись в эмиграции, многие русские философы продолжали работу над развитием либерализма. Одним из них был либерал-консерватор Семён Людвигович Франк, предметом поисков которого была политическая система, предполагающая нравственное совершенствование и воспитание граждан. По его мнению, такая система должна гармонично сочетать традиционные общественные институты с творческой инициативой отдельной личности. Франк также обратил внимание на принципиальные различия в классификациях политических движений по принципу традиционализм — рационализм, этатизм — политический либерализм и анархизм, социализм — экономический либерализм.
Сторонники социал-либерализма делали упор на необходимости обеспечения каждому гражданину права на достойное человеческое существование. По их мнению, правовое государство должно обеспечивать не только личную и экономическую свободу, но и равенство возможностей, в особенности право на прожиточный минимум и на образование. Так, Сергей Иосифович Гессен полагал, что если государство защищает солидарные интересы людей, то законодательные запреты приобретают характер справедливых предписаний. Дополнив перечень прав человека положительными правами (на труд, образование, медицинское обслуживание, пенсионное обеспечение, участие в культурной жизни и т. д.), русские социал-либералы также выступали против монопольной собственности.

### Правозащитное движение в СССР
В 1930-е годы тоталитарный режим пользовался поддержкой значительной части населения вследствие террора и пропаганды с одной стороны и обеспечения государственными властями социальной защиты (развитию системы образования, здравоохранения, пенсионного обеспечения) и индустриального подъёма — с другой.
Даже среди партийной элиты не было единодушия по поводу оправданности такой диктатуры, и после смерти Сталина пришедший ему на смену Хрущёв публично осудил сталинские репрессии и объявил амнистию многим политзаключённым. Эти события положили начало т. н. «Хрущёвской оттепели». Несмотря на массовое одобрение, «оттепель» сопровождалась ростом критических настроений в адрес советского режима, которые усугублялись подозрениями, что страна вновь стала отставать от Запада.
К концу 1960-х критика приняла форму игнорирования негласных предписаний власти. Возникло диссидентское движение, которое (следуя «духу интеллигенции») считало гражданскую независимость — в частности, свою личную свободу — основой будущего страны. В этих условиях ключевую роль сыграла «Всеобщая декларация прав человека», которую СССР подписал в 1948 году, но распространение которой на территории страны было строго ограничено наряду с другими либеральными текстами и документами. Благодаря ней индивидуальный нонконформизм приобрёл черты борьбы за соблюдение государством взятых обязательств — за права человека. Так называемому экономическому (классическому) либерализму правозащитники внимания не уделяли.
Первой правозащитной общественной организацией стала «Инициативная группа по защите прав человека в СССР», основанная в 1969 году Генрихом Ованесовичем Алтуняном. Вслед за ней возник ряд других организаций, среди которых наиболее крупной была «Московская Хельсинкская группа», основанная в 1976 году Юрием Фёдоровичем Орловым. Диссиденты, которых по всей стране насчитывалось несколько тысяч, распространяли запрещённую либеральную литературу, публиковали «открытые письма» и проводили демонстрации.
Одним из наиболее влиятельных правозащитников был Андрей Дмитриевич Сахаров. В начале своей общественной деятельности Сахаров, выдающийся физик-ядерщик, призывал к сокращению ядерного вооружения и мораторию на ядерные испытания. Будущее социализма и капитализма он видел в форме демократического социализма — государства с широкими гражданскими свободами, социальной защитой, равенством в уровне жизни и национализированными монополиями. Позже он перешёл к критике репрессий против диссидентов и, наконец, в 1979 году осудил Афганскую войну, за что был лишён наград и сослан в Горький (Нижний Новгород).

### Перестройка и распад СССР

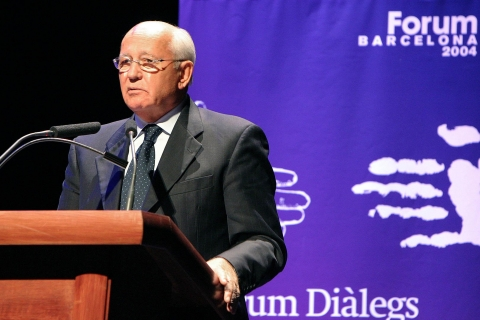
Михаил Горбачёв

Ко второй четверти 1980-х рост экономики СССР практически остановился, нарастало технологическое отставание невоенного сектора экономики от других развитых стран, бюрократический аппарат утрачивал эффективность. В 1987 году глава советского государства Михаил Сергеевич Горбачёв объявил о начале масштабной перестройки с целью демократизации политической системы. Хотя главную задачу Горбачёв видел в реформе экономики, на практике его основные усилия оказались направленными на отстранение КПСС от тотального контроля над всеми ветвями власти и над всеми аспектами общественной и экономической жизни. Радикальные изменения коснулись прежде всего свободы распространения информации и свободы общественных дискуссий, в которых активное участие принимала интеллигенция (см. гласность).
Новым высшим органом власти стал Съезд народных депутатов, часть делегатов которого избирались из нескольких кандидатов прямым тайным голосованием. В результате последовавших в 1989 г. выборов (во время которых граждане активно практиковали протестное голосование, которое выражалось в вычёркивании единственного кандидата), позиции консервативной части верхушки КПСС оказались значительно подорванными. Сформированный съездом Верховный Совет впервые получил реальные законодательные полномочия. В 1990 году блок «Демократическая Россия» смог получить около четверти мест на Съезде народных депутатов РСФСР. Параллельно КПСС ослабила контроль над исполнительной властью, которая также стала выборной. В конце 1991 года, после неудачной попытки переворота со стороны консервативного крыла КПСС, партия утратила контроль над силовыми структурами государства.
Согласно мнению ряда политологов, политика Горбачёва в целом характеризовалась приверженностью социальному консенсусу, конституционализму, эволюционному движению в направлении демократии. Однако реформы сопровождались политическим усилением союзных республик, острыми межэтническими конфликтами, падением авторитета центральной власти, прогрессирующим параличом бюрократической машины и коллапсом централизованной плановой системы управления экономикой. Попытки Горбачёва остановить эти процессы провалились, принятые меры по частичной децентрализации экономики оказались неэффективными. Причинно-следственные связи между этими явлениями и политикой Горбачёва до сих пор являются предметом острых дискуссий.

## Либерализм в постсоветскую эпоху

### Реформы 1990-х

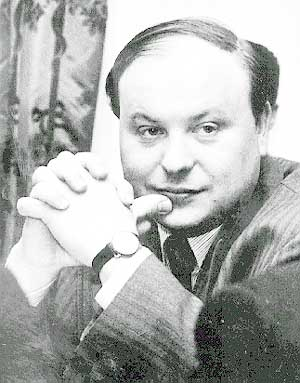
Егор Тимурович Гайдар

После распада СССР в 1991 г. экономика России переживала кризис, который усугублялся низкими ценами на нефть и газ на мировом рынке.
Новое правительство под председательством Егора Тимуровича Гайдара взяло курс на либерализацию — переход к рыночной экономике. Хотя термин либерализм значительно шире термина «экономический либерализм», в России, начиная с 1990-х, эти два понятия стали часто употребляться взаимозаменяемо.
Либерализация прежде всего коснулась цен, фиксация которых была отменена 1 января 1992 года, что в сочетании с другими факторами (в том числе вследствие отсутствия на тот момент достаточной рыночной конкуренции между субъектами экономической деятельности) привело к гиперинфляции, в результате которой большинство граждан России потеряли все долгосрочные сбережения, замороженные в Сберегательном Банке России. Это также уменьшило спрос на товары, что устранило их дефицит. Хотя правительство Егора Гайдара утверждало о наличии у него продуманной программы и соответствии результатов ожиданиям, масштаб гиперинфляции показывал обратное и настроил против реформ значительную часть населения.
Однако центральной темой либеральных реформ стала приватизация, целью которой был переход государственной собственности в частные руки. Официально утверждалось, что главным новым собственником станут граждане государства, которое для этого получило приватизационные чеки-ваучеры. Фактически, к моменту окончания «ваучерной» приватизации в середине 1994 г., на всероссийских чековых аукционах за приватизационные ваучеры были куплены акции общим номиналом 285 млрд руб. или 1,75 млрд долл. США (по курсу ЦБ РФ на дату начала приватизации 14 августа 1992 года). Для сравнения, капитализация 50 крупнейших частных российских компаний (которые практически не участвовали в чековой приватизации) по состоянию на начало октября 1995 года превышала 20 млрд долл. США. Подавляющая часть собственности предприятий была передана в частные руки посредством денежной приватизации. При этом денежная приватизация наиболее крупных компаний на практике свелась к их продаже заранее намеченным владельцам за символическую цену (в особенности это касалось так называемых «залоговых аукционов»).

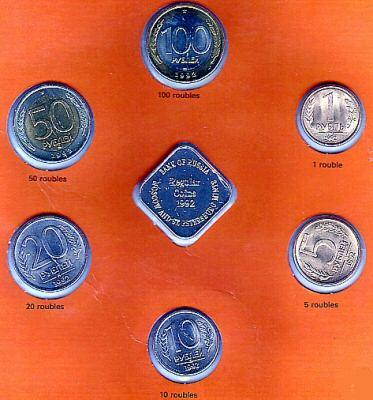
Российские монеты образца 1992—1994 гг.

Экономические реформы 1990-х привели к резкому спаду экономики страны и уровня жизни рядовых граждан. В то же время они ликвидировали товарный дефицит, обеспечили внутреннюю конвертируемость рубля и способствовали развитию рыночных отношений. Многие либералы считают что благодаря этому к 1999 года экономический спад остановился. В 2007 г. ВВП вернулся на докризисный уровень 1989 года . Тем не менее, по мнению ряда российских и западных специалистов, приватизация не достигла главной цели экономического либерализма, — децентрализации экономики. По словам Милтона Фридмана, «Россия приватизировала, но так, что создала частные монополии — частные централизованные экономические рычаги управления, которые заменили государственные централизованные рычаги управления»  (англ.). С точки зрения либеральных критиков российской приватизации, её главной проблемой была атмосфера беззакония, которая противоречит принципам политического либерализма. Этот «врождённый порок» российских частных корпораций способствовал росту коррупции как среди их управляющих, так и среди чиновников . Некоторые аналитики полагают, что многочисленные компромиссы фактически привели к отказу от заявленного курса либеральных реформ. Следствием массового восприятия приватизации как проведённой в ущерб общему благу, стала её дискредитация в глазах значительной части общества.
Наряду с экономическими реформами проводились и политические преобразования. Конституция Российской Федерации от 12 декабря 1993 г. наделила граждан России широкими политическими и гражданскими свободами. Однако по мнению ряда юристов , она также имеет «врождённый порок», поскольку закрепляет за Президентом Российской Федерации чрезмерно обширные властные полномочия и затрудняет сменяемость исполнительной власти. Объясняется это тем, что действующая Конституция была принята вскоре после антиконституционного разгона Верховного Совета президентом Борисом Николаевичем Ельциным и последующего политического кризиса. Критики утверждают, что, в сочетании с коррупцией внутри государственного аппарата, эти изъяны привели к тому, что сегодня либеральные нормы Конституции постоянно нарушаются .
Юрий Николаевич Афанасьев характеризует реформы начала 1990-х не как либеральные или демократические, а как поворот в сторону субъективного утилитаризма при сохранении неправового режима. Официальная моральная оценка тех или иных деяний стала определяться их полезностью в собственных интересах руководителей. По мнению Афанасьева, это способствовало установлению коррупции как господствующего способа регулирования общественных отношений, отрыву социальной практики от этики, деградации малоперспективных с точки зрения возможности получения прямой ренты отраслей экономики.
Отвечая на критику, один из идеологов реформ Андрей Маркович Шлейфер пишет: «В политическом плане произошло превращение коммунистической диктатуры в многопартийную демократию. Централизованную плановую экономику сменил капиталистический порядок, основанный на рыночных отношениях и частной собственности. Россия превратилась в нормальную капиталистическую страну со средним уровнем дохода на душу населения. С началом нового тысячелетия российская экономика уже больше не страдает от дефицитов, милитаризации и разрушительной бюрократии». По мнению Шлейфера, недостатки нынешней системы (коррупция, низкий уровень свободы слова, концентрация корпоративной собственности и т. д.) являются типичными для стран, находящихся на данном уровне экономического развития. Шлейфер и некоторые другие экономисты также полагают, что причиной экономического подъёма в России (и других странах бывшего СССР) начиная с 1999 года является, прежде всего, переход от плановой к рыночной экономике, осуществлённый в 1990-е годы.

### В 2000-е годы
В то время как западный либерализм развивался в связке с гражданским и этническим национализмом, в России в 1990-е годы такой связки не наблюдалось. В целом, напротив, нарастало противостояние либеральной и национальной идей. Это привело к их радикализации: пренебрежительному отношению к «малограмотному» населению со стороны приверженцев экономической свободы и поддержке авторитаризма (и часто крайнего национализма) со стороны защитников интересов большинства. Ряд влиятельных сторонников реформ выражали солидарность с недемократическими методами борьбы с оппозицией (например, в «Письме 42-х»). Часть российских либералов положительно относились к политике чилийского диктатора Пиночета, применявшего методы террора к своим оппонентам.
Одним из серьёзных препятствий для разрешения этого конфликта является проблема подмены терминов. Фундаментальное для либерализма представление о суверенитете народа (о подчинённом положении государственного аппарата по отношению к обществу) опирается, как правило, на сильное национальное чувство и самосознание, которое приобретает характер идеологии. Между тем, исторически корректный для обозначения такой идеологии термин — «национализм» — имеет в современном русском языке иное, негативное значение. В настоящее время вопрос о синтезе либерализма и национального чувства на российской почве активно обсуждается.
К концу 1990-х из множества либеральных течений выделились две ведущие партии, вошедшие в состав Госдумы 1999 г.: «Союз правых сил» и «Яблоко». СПС позиционировала себя как право-либеральное движение, выступающее прежде всего за экономическую свободу. «Яблоко» придерживалось социал-либеральных взглядов, типичных для лево-центристских европейских партий. Поскольку платформы обеих партий сходились по ряду принципиальных вопросов, многие ожидали их слияния. Однако партии проводили различную политику: если СПС стремилась к «конструктивному диалогу» с правящими группами, то «Яблоко» подчёркивало свою оппозиционность.
В течение всего постсоветского периода между различными течениями российского либерализма возникали конфликты. Так, «Союз правых сил» выступал в защиту экономических реформ, в то время как партия «Яблоко» жёстко критиковала их в своей программе и утверждала, что СПС была образована «для защиты интересов олигархии и высшей бюрократии на базе криминальной приватизации». В свою очередь, представители СПС называли «Яблоко» партией «обиженной интеллигенции» и обвиняли её в сотрудничестве с левыми движениями.
Некоторые радикальные либералы пришли к отрицанию части фундаментальных принципов современного либерализма и, фактически, к анархизму. Например, в 1993 году Валерия Ильинична Новодворская писала: «Гражданские права существуют для людей просвещённых, сытых, благовоспитанных и уравновешенных. Некогда и мы, и ЦРУ, и США использовали эту идею как таран для уничтожения коммунистического режима и развала СССР. Эта идея отслужила своё и хватит врать про права человека и про правозащитников». Подобные заявления шли вразрез с целями ведущих правозащитных организаций в России и в мире.
Согласно данным фонда «Общественное мнение», 67 % опрошенных в апреле 2007 г. считали, что граждане России не имеют возможность влиять на власть и на решения, принимаемые властями. По мнению некоторых юристов, к которому присоединился Совет Европы, этот процесс против управляющих «ЮКОСа» в 2004 г. был проведён с многочисленными процедурными нарушениями, что продемонстрировало неспособность судебной системы оказывать сдерживающее влияние на исполнительную власть.
В целом, влияние и либеральной идеологии снизилось. Хотя Правительство РФ по-прежнему включает сторонников либеральной экономической политики, в результате выборов в Государственную думу РФ 2003 г., в её новом составе не оказалось ни одной оппозиционной партии, относящейся к либеральным. Причины провала либеральных партий связывают прежде всего с падением популярности их лидеров, отсутствием новых идей и программ, а также с неудачами реформ 1990-х годов . Собственно понятие либерализм в глазах значительной части населения ассоциируется с партией ЛДПР, которая не считается частью либерального движения. Как считают политологи, это также связано с тем, что либеральные ценности до сих пор не материализовались в «конкретную, внятную, популярно объясняемую политическую и тем более электорально пригодную программу» (А. Колесников).
Однако на страницах малотиражных газет, на отдельных радиостанциях и Интернет-сайтах продолжаются споры о будущем либерализма в России. В 2004 и 2005 годах Михаил Борисович Ходорковский опубликовал ряд статей, в которых подчёркивал, что либеральная политика должна быть справедливой и должна сохранять национальное чувство собственного достоинства. В обсуждении приняли участие М. Леонтьев, С. Митрохин, Н. Коржавин и многие другие. Значительное влияние на дискуссию оказали происходившие тогда на Украине либерально-демократические преобразования.
Скептики полагают, что сегодня в России для либерализма отсутствует экономическая почва: широкий класс крепких мелких и средних собственников или характерная для подлинного либерализма просвещённая и политически активная национальная интеллигенция. Политические признаки, обуславливающие внедрение этой идеологии (ограничение государственной власти, управление государством с согласия управляемых и т. д.), не пользуется значимой поддержкой ни среди народа, ни тем более среди представителей государственной бюрократии.
Вместе с тем, к отдельным положениям либерализма наблюдается растущий интерес, и по мнению Георгия Александровича Сатарова, сегодня нет кризиса либерализма в стране, — есть «кризис либералов». Структура же демократических предпочтений у населения остаётся прежней и составляет около 30 %.

## Критика либерализма в России

### Нравственная свобода и свобода личности
Если либеральное представление о свободе имеет акцент на наделении отдельных личностей реальной властью — в первую очередь, контролем над законотворческим процессом, — то в России традиционно сильны представления о нравственной свободе, которая часто противопоставляется «западным ценностям». Вопрос о нравственной свободе поднимался в работах великих русских писателей (Льва Николаевича Толстого, Фёдора Михайловича Достоевского), философов (Николая Александровича Бердяева, Владимира Сергеевича Соловьёва). Под ней понимается право на свободный выбор между добром и злом, право свободно любить и верить, духовная свобода «от оков всего преходящего и бренного» (Вальтер Шубарт). Нравственная свобода рассматривается как залог самосовершенствования личности и обретается, когда человек делает свой выстраданный жизненный выбор.

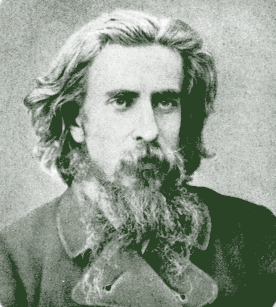
Владимир Сергеевич Соловьёв

В свою очередь, общество «дозволяет людям быть злыми, не вмешивается в их свободный выбор между добром и злом; оно только в интересах общего блага препятствует злому человеку стать злодеем, опасным для существования общества» (Вл. Соловьёв). Согласно либерализму, общество требует от каждого человека соблюдения единых правовых норм, в обмен на предоставление гарантий гражданских свобод. Напротив, внутренняя свобода способна развиваться и в условиях подавления гражданских прав, когда человек лишён «внешней» свободы и каких-либо властных полномочий.
Как и либерализм, концепция нравственной свободы высоко ставит свободу самовыражения, так как это необходимо для поиска истины и абсолютного добра. Вместе с тем, собственность не только не ценится, но даже рассматривается как препятствие на пути к духовному освобождению и развитию личности. Как писал в своей статье «Пётр Чаадаев» Осип Эмильевич Мандельштам, «нравственная свобода равноценна всему, что создал Запад в области материальной культуры».
Недостатки представлений о внутренней свободе наиболее ярко проявляются во взаимоотношении личности с государством. Поскольку нравственный закон реализуем только на малых общественных масштабах (семьи, общины), идеалом такой духовной свободы является, по сути, анархия . Однако анархия несёт объективную опасность для общества, поэтому люди добровольно жертвуют «внешней» свободой и передают политическую власть государству, не заключая общественный договор и не получая взамен никаких гарантий соблюдения их прав. Подобное анархическое мировоззрение нашло таких последователей, как Михаил Александрович Бакунин, Пётр Алексеевич Кропоткин, Лев Николаевич Толстой и другие.

### Либерализм и Русская православная церковь
Исторически клерикализм и понятие об устоявшейся религии были среди главных объектов либеральной критики. При этом значительная часть либералов положительно относилась к религии в целом, рассматривая её как один из фундаментов общественной морали и достоинства личности. В России эти вопросы касались прежде всего Русской православной церкви, которая является ведущей религиозной организацией на территории страны. Главные обвинения состояли в том, что РПЦ входила в систему государственной власти, принимала участие в политике, государственном образовании и деятельности армии, имела недемократическую структуру, вела борьбу с любыми формами инакомыслия, в рамках которой, в частности, препятствовала нормальному функционированию других (в том числе, православных) религиозных организаций. В свою очередь, РПЦ обвиняла либералов в подрыве государственного и общественного строя, пропаганде бездуховности и порочного образа жизни.
Современная критика идеологии либерализма со стороны РПЦ сформулирована в «Декларации о правах и достоинстве человека X Всемирного Русского Народного Собора» (2006 г.) . Свободе личности противопоставляется не только упомянутая выше свобода нравственного выбора, но и свобода от зла. В то время как свобода от зла (греха) провозглашается самоценной, свобода выбора и другие права человека признаются только в той мере, в которой они помогают восхождению личности к добру. Только совершая добро и стремясь к духовным ценностям, личность приобретает достоинство. Таким образом, уважение к личности основывается на уважении к нравственным законам. В силу этих причин, с точки зрения РПЦ, права человека в иерархии ценностей занимают подчинённое положение по отношению к традиционной морали и должны уважаться наравне с верой, святынями и Отечеством.
Точка зрения РПЦ в свою очередь подверглась критике. Критики напоминают, что концепции, во главу угла ставящие ценности (например, интересы класса, нации), якобы более значимые, чем права личности, неизбежно приводят к тоталитаризму. Подобные точки зрения — источник религиозного фундаментализма. По мнению некоторых аналитиков, вышеуказанная Декларация фактически призывает к признанию «права большинства», «права силы». Ими же предполагается, что выступления РПЦ против универсальности прав человека, против плюрализма и принципов современного гуманизма являются «госзаказом» власти, пытающейся обосновать процессы сворачивания демократии и оправдать милитаризацию страны.

### Коммунистическая критика либерализма
Коммунисты, будучи марксистами, с самого начала своей деятельности являлись противниками любого либерализма. В «Манифесте Коммунистической партии» Карл Маркс обвинил либерализм в недемократичности: «В вашем нынешнем обществе частная собственность уничтожена для девяти десятых его членов… личностью вы не признаете никого, кроме буржуа, то есть буржуазного собственника». Для решения этой проблемы Маркс призывал «уничтожить собственность, предполагающую в качестве необходимого условия отсутствие собственности у огромного большинства общества». Настаивая на том, что общество развивается по объективным законам, Маркс полагал, что развитый капитализм неизбежно создаёт условия для социалистической революции. В России начала XX века подобной точки зрения придерживались меньшевики, которые полагали, что переходу к социализму должен предшествовать период созревания буржуазно-либерального капитализма. Большевики же, во главе с Лениным, считали, что хотя капитализм и прогрессивен, то это не значит, что «мы должны открыть кабак и заняться насаждением капитализма». Кроме того они считали, что никаких этапов развития капитализма, кроме имеющегося налицо «империализма», более существовать не может, и, как следствие, объективные условия для социалистической революции в России уже созрели, несмотря на слабое развитие капитализма. Экономическая основа империализма — монополизм и большие прибыли от вывоза капитала («экономический паразитизм»), откуда следует его загнивание и умирание. Ленин признавал, что «… могущество (буржуазии) … состоит в силе мелкого производства, а мелкое производство рождает капитализм и буржуазию постоянно, ежедневно, ежечасно, стихийно и в массовом масштабе». Таким образом, увеличение числа собственников в земледельческой России будет только препятствовать революции. При этом о развитом капитализме, как объективном условии для отмены частной собственности, Ленин не говорит ни слова. Важнейшим считается справедливое распределение продукта, а не рост его производства. То, что при социализме будет более высокая производительность труда, само собой разумеется.

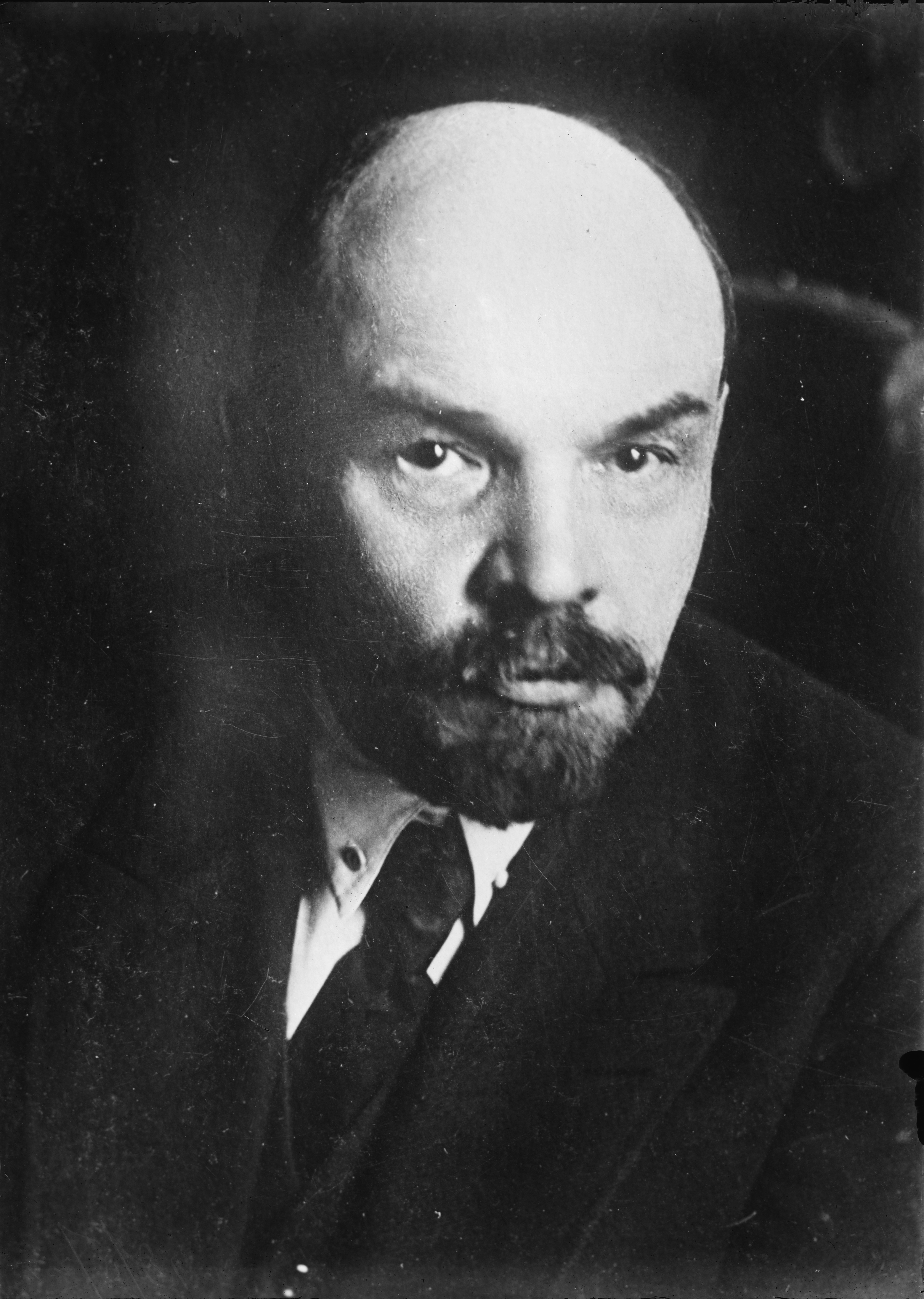
Владимир Ильич Ленин

Владимир Ильич Ленин подчёркивал необходимость деятельности, которая способна втянуть массы в революцию и наискорейшим образом привести к социализму. Такой деятельностью Ленин полагал пропаганду модифицированного марксизма — теории о диктатуре большинства, при которой не будет классов и государства и которую необходимо установить путём насильственного переворота.
Однако кратчайший путь к социализму также означал необходимость не только борьбы с самодержавием, но и дискредитации либерализма. Так, в своей речи Что такое Советская власть? В. И. Ленин повторил тезис К. Маркса о том, что капитализм как экономическая форма хозяйствования несовместим с политической демократией, и сделал вывод, что буржуазная модель либерализма является утопией. И. В. Сталин указывал, что на практике результатом либеральной революции будет замена царского самодержавия «самодержавием буржуазии». В работе «Теория пролетарской диктатуры» (1919 г.) Н. И. Бухарин утверждал, что «сейчас не существует демократических государств. То, что существует сейчас в Европе, Америке и Японии, есть диктатура финансового капитала… Все „демократические свободы“ носят формальный, чисто декларативный характер».
После Октябрьской революции либерализм был изгнан из Советской России, и впервые был реализован комплекс социальных мер (см. выше). Однако от первоначальных обещаний коммунистов-утопистов (например, о реализации принципа «каждому по потребностям») советская власть отошла и, фактически, признавала, что на современном этапе экономического развития это невозможно. Параллельно в капиталистических странах под влиянием социал-демократических движений были проведены реформы, которые также значительно повысили социальную защиту населения.
Эти обстоятельства, в сочетании с враждебностью демократических стран по отношению к СССР, привели к тому, что начиная с 1930-х гг. коммунистическая критика либерализма стала всё более надуманной. Само слово «либерализм» употреблялось советской пропагандой и государственными деятелями зачастую как ругательство и ярлык для оппонентов в политических дискуссиях.

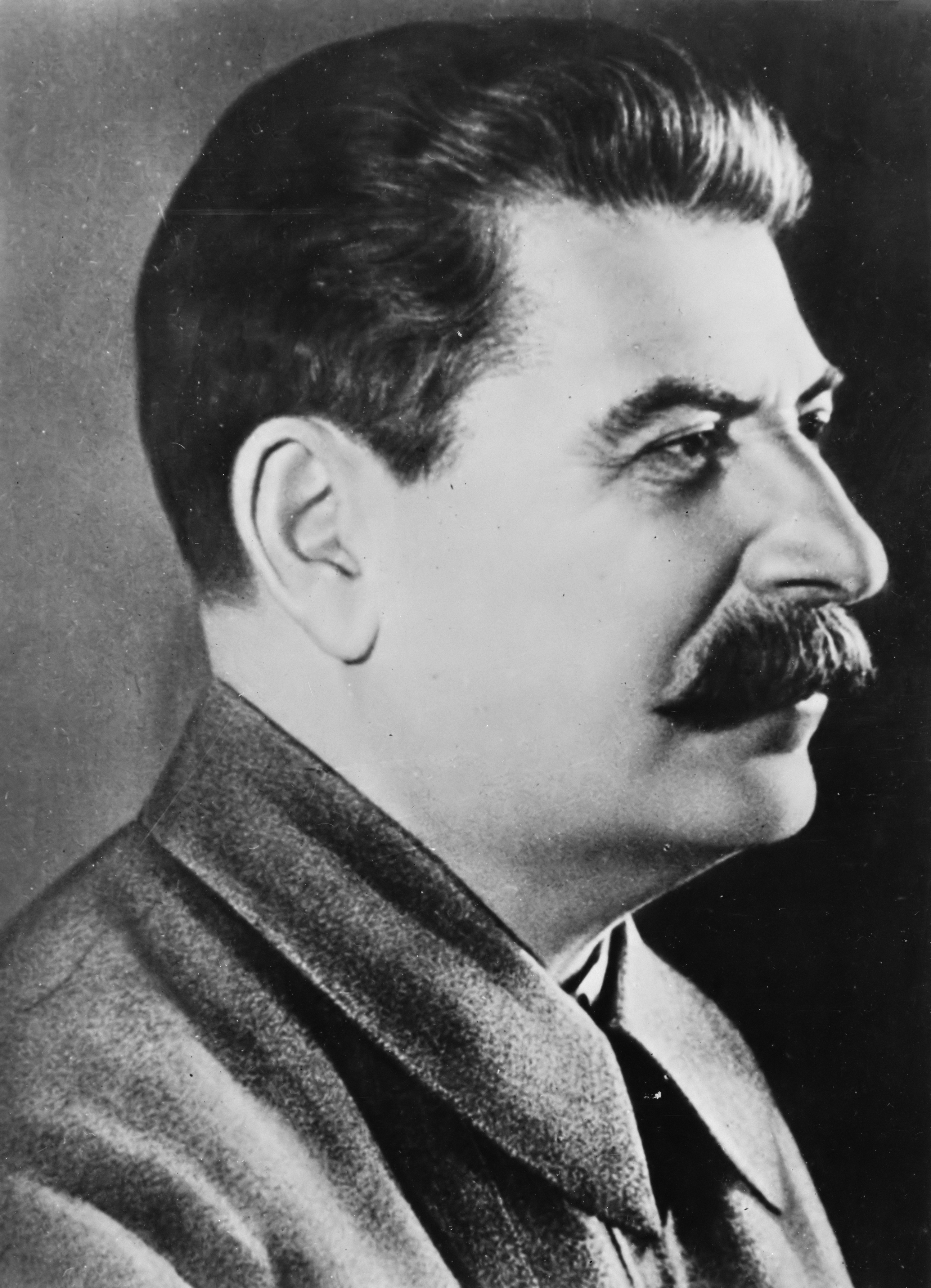
Иосиф Виссарионович Сталин

Современные марксисты и другие левые по-прежнему критически относятся к либерализму (см. также соответствующий раздел в статье Либерализм).
Согласно распространённому среди коммунистов мнению, именно преобладанию авторитарных тенденций и подавлению капиталистических свобод коммунистами СССР был обязан не только высокими темпами роста промышленного выпуска и экономики в целом, но и мировым лидерством во многих отраслях науки и техники. В частности, методами мобилизационной экономики в кратчайшие сроки был обеспечен ядерный паритет с США. Однако ряд экономистов полагает, что рост советской экономики был целиком благодаря её экстенсивному характеру
и обеспечивался увеличением нормы накопления основного капитала, уровня занятости и эксплуатации природных ресурсов. Выдвигались аргументы, что при сохранении НЭПа также были возможны индустриализация и быстрый экономический рост.

### Социал-демократическая критика либерализма
В силу того, что термин социал-демократия объединяет как социальных либералов, так и сторонников демократического социализма, необходимо отметить, что более острая критика либерализма исходит от последних. В России начала XX века демократическими социалистами были эсеры, которые выступали за социализм и революцию (в некоторых течениях своих фракций за рыночную регулируемую экономику или социально-оритентированную рыночную экономику), но при этом являлись противниками какой-либо диктатуры. Либерализм эсеры считали неприемлемым (кроме правых фракций), поскольку, по их мнению, либералы не знали нужд крестьянства, были сторонниками эволюционного пути и игнорировали особенности русской действительности. Эсеры выступали против частной собственности на землю и призывали к её социализации, в результате которой частные и государственные земельные владения были бы законодательно переданы в собственность общин с последующим уравнительным распределением. Поддерживая требования политического либерализма, эсеры считали невозможным их осуществление при опоре на буржуазию, ибо, по мнению одного из идеологов партии Виктора Михайловича Чернова, выраженному в статье «К характеристике общественного движения в отсталых странах» (1905 год), не всякая буржуазия либеральна. Представителями же самой социал-демократии в России были меньшевики, выступавшими за социально-оритентированную рыночную экономику и демократизацию страны.
Распространённым аргументом в пользу либерализма, исторически характерным для России, является утверждение, что либерализм (в особенности, его экономическая составляющая) ведёт к процветанию. Действительно, на сегодняшний день большинство стран с высоким уровнем ВВП на душу населения являются либеральными демократиями. Однако сторонники социальной демократии обращают внимание на то, что среди либерально-демократических стран встречаются относительно небогатые (Чили, Коста-Рика, Венгрия, Эстония) и что в некоторых странах с высокими темпами экономического роста (Южная Корея, Тайвань) социальная политика имела большее значение при определении экономической политики по сравнению со странами, придерживающимися концепции неолиберализма. Социал-демократы также часто приводят скандинавские страны как пример высокого уровня благополучия, достигнутого благодаря сочетанию либеральной политики с социальной.
На сегодняшний день в России получила широкое распространение точка зрения, совпадающая с критическим взглядом демократических социалистов на либерализм. Её сторонники полагают, что конституционная парламентская демократия неотделима от социальной справедливости, что социальная защита должна обеспечивать равенство в уровне жизни и что для этого необходимо сильное государство. Многие полагают, что частные монополии должны быть национализированы
и что государство должно проводить политику протекционизма по отношению к внутреннему рынку. Обеспечение свободы слова и справедливости демократических процедур также увязывается с гарантированной государственной поддержкой средств массовой информации, избирательных кампаний и политических движений, представляющих интересы малоимущей части населения.

### Социализм против либерализма
По причине исторически сильных традиций аграрного общества и значительной доли социализма в государственном устройстве СССР, в России конфликт между социальными и либеральными ценностями носит особо острый характер. Большинство населения страны полагает, что решением социальных задач (повышением уровня жизни, обеспечением занятости, улучшением здравоохранения и т. д.) должно заниматься государство.
С точки зрения этого большинства, многие идеалы либерализма противоречат принципам социального государства. Уменьшение государственного регулирования снижает роль государства в социальной сфере, разделение ответственности между уровнями власти затрудняет координацию социальной политики, а возложение ответственности за материальное благополучие на самих граждан лишает их уверенности в будущем. Следствием повышения самостоятельности и усиления конкуренции является страх перед потерей работы и перспективой нехватки средств на продукты первой необходимости, на оплату жилья, на медицинскую помощь или на образование детей.

### Прочая критика
- Сторонники радикального этатизма категорически отрицают негативную свободу, которая является существенным элементом в либеральных представлениях о балансе между ответственностью правительства и отдельных граждан, между общим благом и правами личности[73]. Например, Александр Дугин писал: «Свободу берут сильной мужской рукой и больше не хнычут и ни от кого не ждут пощады»[74].
- Существует мнение, что никакая сильная власть не возможна без ограничений прав человека[75]. Согласно принятой в мире точке зрения, для стран Западной Европы, некоторых бывших англоязычных колоний, Японии и других характерно наличие сильного либерально-демократического государства и обеспечение широких политических и гражданских прав[76].
- Лидерам либеральных движений иногда предъявляются упрёки в подмене терминов, искажённом толковании фундаментальных представлений либерализма или действиях, не совместимых с современными стандартами либеральной демократии. Такие упрёки исходят как от сторонников, так и от противников либерализма[77][78][79][80].